# Jules Sylvestre
Pour les articles homonymes, voir Sylvestre.
Jules Sylvestre, né le 12 octobre 1859 à Lyon et mort le 21 janvier 1936 dans cette même commune, est un photographe français.

## Biographie
Fils de Françoise Sylvestre, tailleuse, et de père inconnu,, Jules Sylvestre naît dans le 2e arrondissement de Lyon le 12 octobre 1859. Il intègre l'Hôpital de l'Hôtel-Dieu à l'âge de quatorze ans en 1873, vraisemblablement en tant que garçon de laboratoire ou opérateur auprès des professeurs Ollier, Etiévant et Molière. Il se familiarise à la photographie – qu'il doit apprendre en autodidacte – et réalise ses premiers clichés de pièces anatomiques. Il est ensuite engagé durant quelques années au service photo de l'hôpital de la Salpêtrière à Paris, créé par Charcot. À son retour à Lyon, Il travaille au service anthropométrique de la faculté de médecine.
En 1880, Jules Sylvestre est définitivement réformé par le médecin major en raison d'une « cicatrice adhérente au poignet droit », résultant d'une section de tendons.
Il épouse la filleule de sa mère, Catherine Colin, couturière, le 31 mai 1884. Abandonnant la faculté, il prend alors un poste d'employé lithographique. Le jeune ménage s'installe dans un appartement hérité du père de Catherine Colin, au 23 cours de la Liberté (aujourd'hui le n° 39).
La mère de Jules Sylvestre décède en 1891. Grâce à son héritage, il ouvre en 1892 – à la même adresse du 23 cours de la Liberté – son premier atelier, « Photographie Sylvestre », où il effectue des portraits, réalise des tirages, et vend du matériel photographique. Son épouse, Catherine, tient la boutique.
En 1894, son activité prend réellement de l'essor avec l'Exposition universelle, internationale et coloniale de Lyon, qui se tient dans l'enceinte du Parc de la Tête d'Or. À l'instar des photographes Victoire et Boulade, il reçoit plusieurs commandes permettant d'immortaliser cet évènement.
Le 24 juin de la même année, le président Sadi Carnot visite l'Exposition. À la sortie d'un dîner offert par la chambre de commerce, il est poignardé par l'anarchiste italien Sante Geronimo Caserio. Transporté jusqu'à la préfecture, on appelle Jules Sylvestre, dont l'atelier est installé à 200 mètres de là, afin d'en faire le reportage. Les photographies qu'il prend de la mort de l'homme politique seront rendues à la postérité par la peinture et la gravure, et participeront de la renommée de Jules Sylvestre. Malheureusement, les originaux sont aujourd'hui perdus,.
Cette reconnaissance nouvelle participe de l'afflux de commandes, notamment par des éditeurs d'ouvrages artistiques de luxe.
Vers 1895, à la demande de ses éditeurs qui le sollicitent pour des clichés plus anciens de monuments lyonnais disparus, il rachète le fonds de Philippe-Fortuné Durand à son gendre, le photographe Benjamin Escudié. Plusieurs fonds de photographes primitifs viendront également s'y ajouter, comme celui de Louis Froissard. Sylvestre reproduit sur plaque de verre leurs clichés réalisés selon des procédés anciens, à l'origine des daguerréotypes ou des calotypes.
En 1897, Jules Sylvestre dépose un brevet de 15 ans pour un obturateur central qui est fabriqué en petites séries.

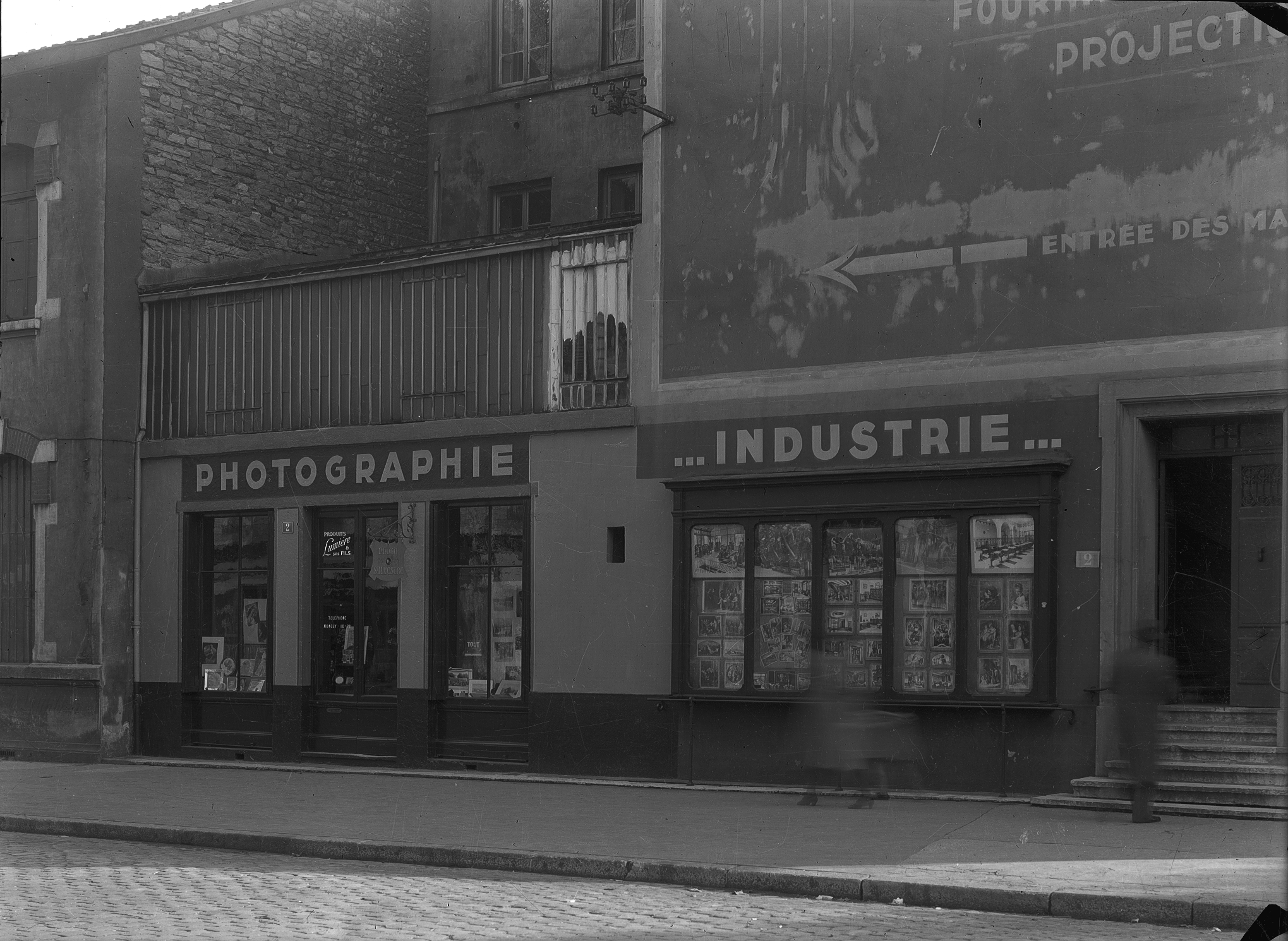
Devanture du studio photographique « Photo Sylvestre » du 2 rue de Bonnet

En 1898, son affaire est si prospère qu'il a besoin de s'installer dans de nouveaux locaux plus grands, aux 2 rue de Bonnel et 7 quai de la Guillotière. C'est ici qu'il réalise des clichés de toutes les peintures exposées lors du Salon. Il obtient par la suite une commande consistant à reproduire les tableaux du musée des Beaux-Arts de Lyon, qui seront plus tard éditées en carte postale. Il effectue également des photographies industrielles et des portraits artistiques.
À son activité de photographe s'ajoute bientôt celle de fabrication d'appareils afin de répondre aux demandes de ses clients, tous n'obtenant pas satisfaction des modèles notamment commercialisés par Kodak. Cette production doit sans doute s'opérer grâce à une sous-traitance de la part d'usines spécialisées et dans l'atelier annexe du 6 rue Servient, Sylvestre se contente alors de monter et régler sur des boîtiers les objectifs choisis par ses clients.
Compte tenu de l'étendue de son activité, son entreprise compte environ une trentaine d'employés, opérateurs en studio et en extérieur, ainsi que « subalternes » chargés de tâches considérées comme mineures bien qu'essentielles, telle que la retouche qui prend une place importante dans la qualité de la production. L'atelier de Jules Sylvestre joue alors un rôle majeur dans le développement de la photographie professionnelle dans la région lyonnaise, en raison de la formation dispensée à son personnel.
Le développement de l'automobile occupe une place importante dans sa production dès l'année 1900. Détenteur d'une Rochet-Schneider, il entreprend avec sa femme, un de ses amis, et son chien un tour de France qu'il documente par la photographie. Il attire en outre une clientèle de férus d'automobile venant faire photographier leurs bolides en tout genre ainsi que leurs tenues de voyage. Se multiplient en parallèle les photos d'accidents de la route, de plus en plus nombreux.
En 1910, il obtient des palmes académiques sur proposition de la Chambre syndicale de la photographie – qu'il avait rejointe en 1902 – alors qu'il participe à la commission d'études pour préparer le congrès national de la photographie professionnelle,. Cette institution dont il est membre de 1902 à 1912 lui permet d'être en lien avec Georges Giraudon, directeur de la Bibliothèque photographique – l'une des plus importantes agences de photographie françaises –, à laquelle il fournit des images prises dans les musées lyonnais qu'il facture entre 5 et 10 francs.
En 1911, il est nommé trésorier de la Fédération des photographes professionnels de France et des colonies.
En 1928, âgé de 70 ans, Jules Sylvestre prend sa retraite et vend son affaire à Blanche Savoye — son ancienne assistante photographe et comptable – qui continue de l'exploiter une quinzaine d'années durant, avec le même personnel et les mêmes méthodes de travail.
Il décède le 21 janvier 1936 à son domicile lyonnais, 2 rue de Bonnel, et est inhumé au cimetière de Loyasse le 24 janvier 1936,.

## Matériel photographique et techniques

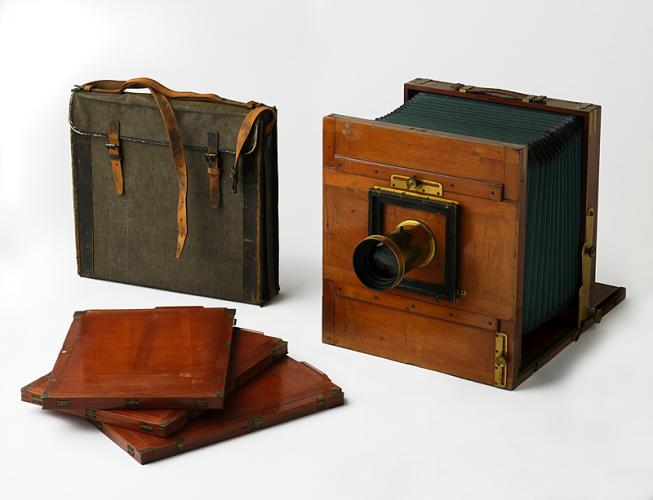
Appareil de Jules Sylvestre, entre 1903 et 1917.

Pour sa pratique photographique, Jules Sylvestre utilise une méthode qualifiée de « classique » au XIXe siècle : celle du procédé gélatino-argentique, qui consiste à mélanger une émulsion photosensible avec de la gélatine. Même si ce procédé a évolué avec le temps, il reste en quelque sorte la base de la photographie argentique dite « traditionnelle ». Ici, des plaques de verre étaient utilisées et permettaient l’obtention d’images beaucoup plus nettes et même plus détaillées. Ces plaques étaient cependant fragiles et délicates à manipuler.
Pour photographier l’architecture ou encore les paysages, Jules Sylvestre utilisait une chambre de voyage, en témoigne celle qui lui a appartenu et qui provient de la firme Ernemann (en) qui est aujourd’hui conservée au musée d’histoire de Lyon. Venue d’Allemagne, cette chambre 30 × 40 cm dite « Globus » est faite d’acajou lambrissé. Sa légèreté et sa robustesse permettait au photographe d’obtenir une meilleure netteté pour ses photographies. En revanche, en ce qui concernait les commandes d’illustrations d’ouvrages artistiques qu’il recevait, Sylvestre manipulait un autre autre type de chambre de voyage, cette fois-ci en 24 x 30 cm.
En plus d’être photographe, Jules Sylvestre commercialisait des appareils simples, compacts et légers qui étaient considérés comme étant facile d’utilisation. Parmi ces derniers, on trouve une classique jumelle mono en 6 1/2 x 9 et 9 x 12 ainsi qu’un stéréo panoramique 8 × 16 cm à double fonction. Sylvestre disait lui-même posséder un atelier de construction et de réparation de ces appareils, situé au 2 rue de Bonnel à Lyon.  

## Principales productions photographiques

### Exposition Universelle, Internationale et Coloniale de Lyon, 1894
En 1894, Jules Sylvestre travaille dans son propre atelier de photographie au 23 du cours de la Liberté, non loin de la préfecture. La population lyonnaise prépare alors sa future Exposition Internationale prévue dans l’enceinte du Parc de la Tête d’Or. Centré sur les nouveautés du monde industriel, cet événement majeur s’insère entre les deux grandes expositions universelles de Paris de 1889 et 1900. Lyon ayant connu un échec cuisant en 1872, la ville souhaite cette nouvelle exposition triomphale ! Elle l’organise en trois secteurs : une Exposition Universelle et Internationale, une Exposition Ouvrière et une Exposition Coloniale. La reconstitution de villages met en scène des indigènes des colonies françaises pour divertir le public amateur d’exotisme. Véritables cités éphémères artificielles, ces expositions attirent des millions de curieux, ce qui nécessite également la construction de bâtiments résistants. À Lyon, les visiteurs pénètrent cette ville nouvelle par deux grandes entrées aux portes monumentales : celle dite « principale » des bords du Rhône et celle située en face de la rue Tête d’Or. Le bâtiment clou de l’Exposition lyonnaise est le Palais principal, appelé la « Coupole ». De forme circulaire et composée d’immenses galeries voutées de verre et d’acier, cette rotonde est le bâtiment central autour duquel gravitent les multiples pavillons. De styles architecturaux variés et répartis par thèmes, on trouve notamment le Palais des Beaux-Arts et de l’agriculture, le Palais des arts religieux, le pavillon de l’Économie sociale, le pavillon de la Presse, le pavillon des Chemins de fer, le pavillon des Forêts… Dans la partie coloniale, les bâtiments imitent l’architecture des pays mis en scène : Palais de l’Algérie, Palais de la Tunisie, Palais d’Indochine et Palais de l’Afrique occidentale.

Photographies prises lors de l'Exposition de 1894
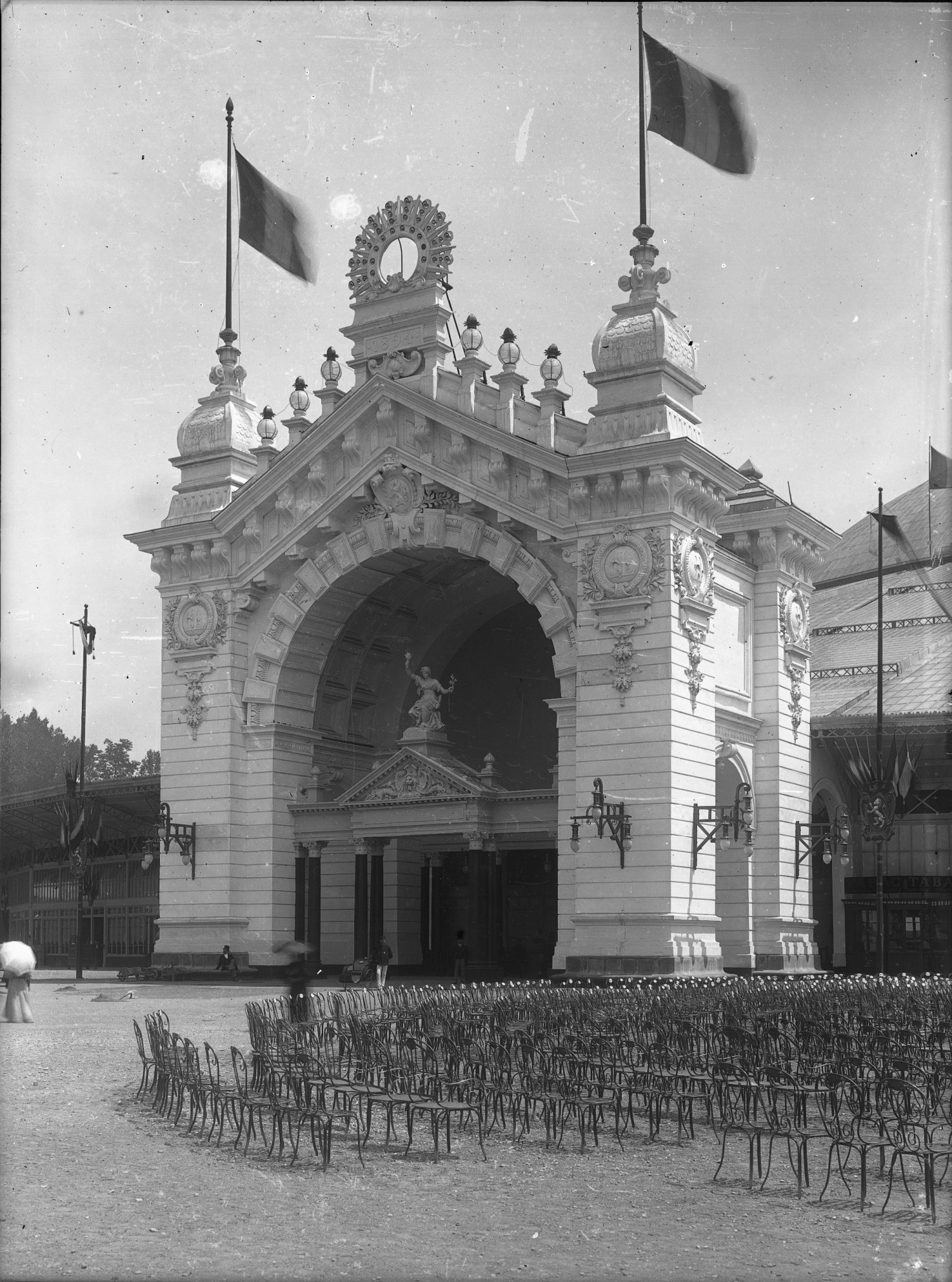
Porte d'Honneur de l'Exposition Internationale de Lyon en 1894.
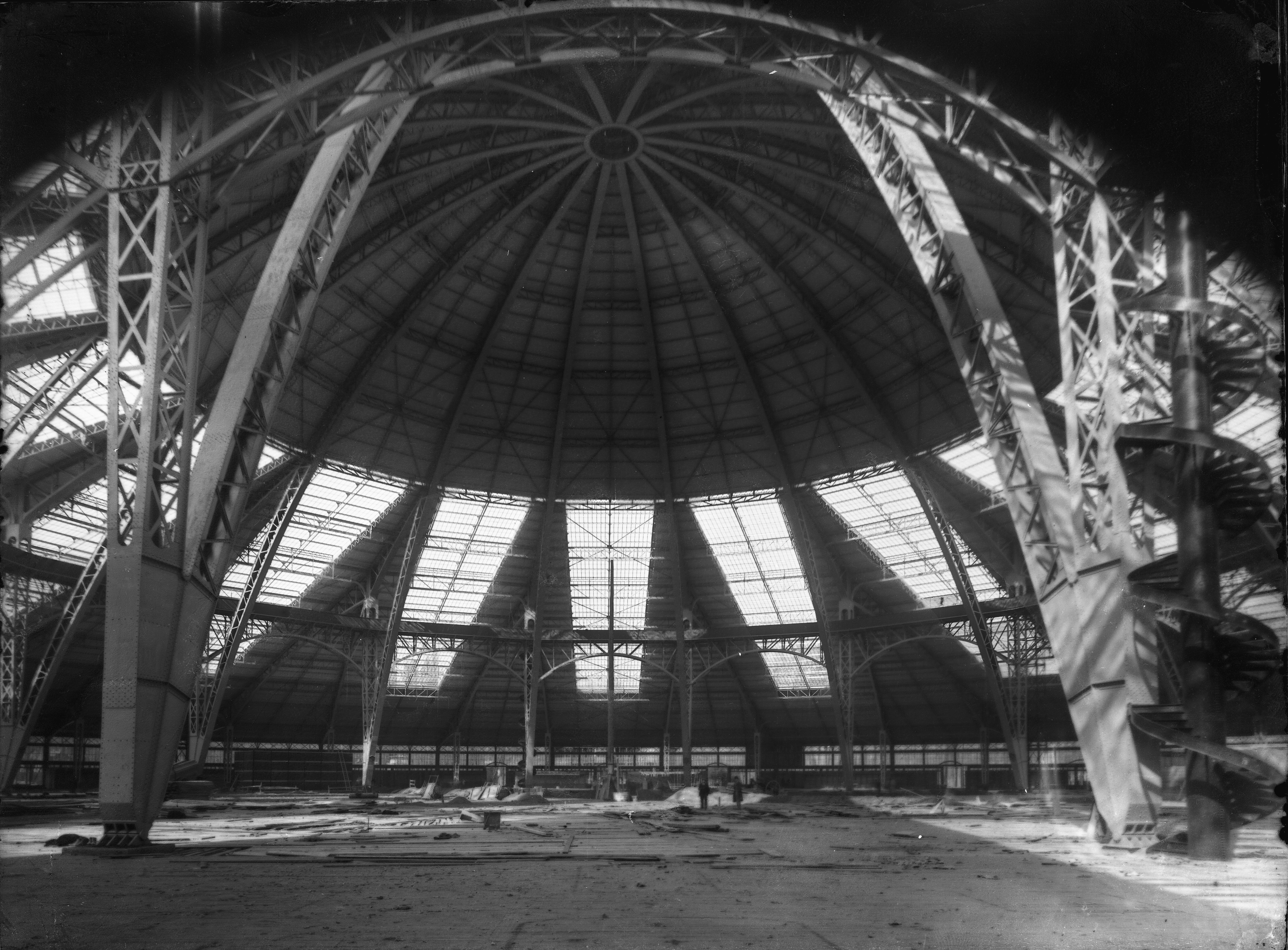
Coupole du Palais principal.
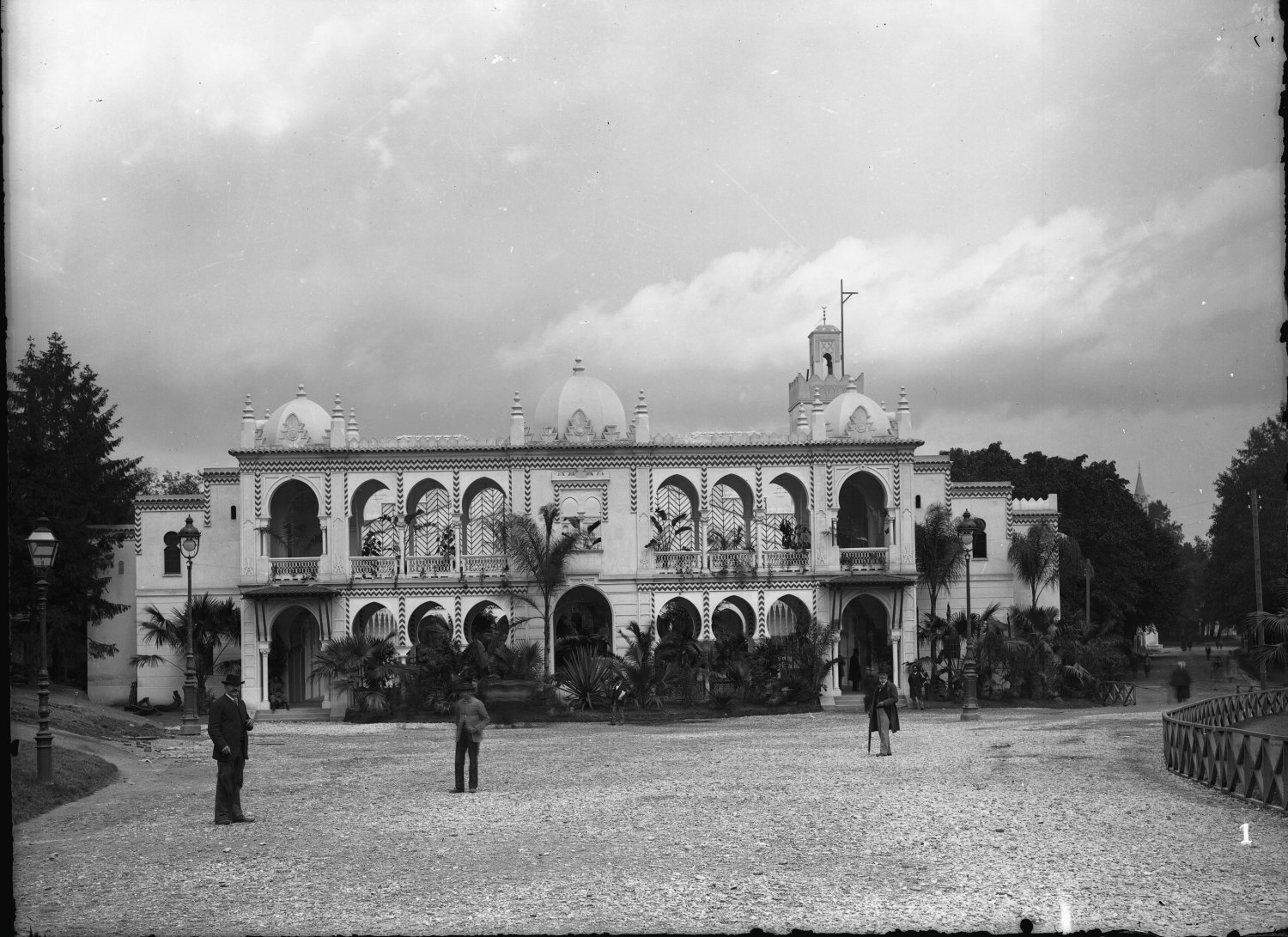
Le Pavillon de l'Algérie.

### Mort de Sadi Carnot et exécution de Sante Geronimo Caserio, juin 1894

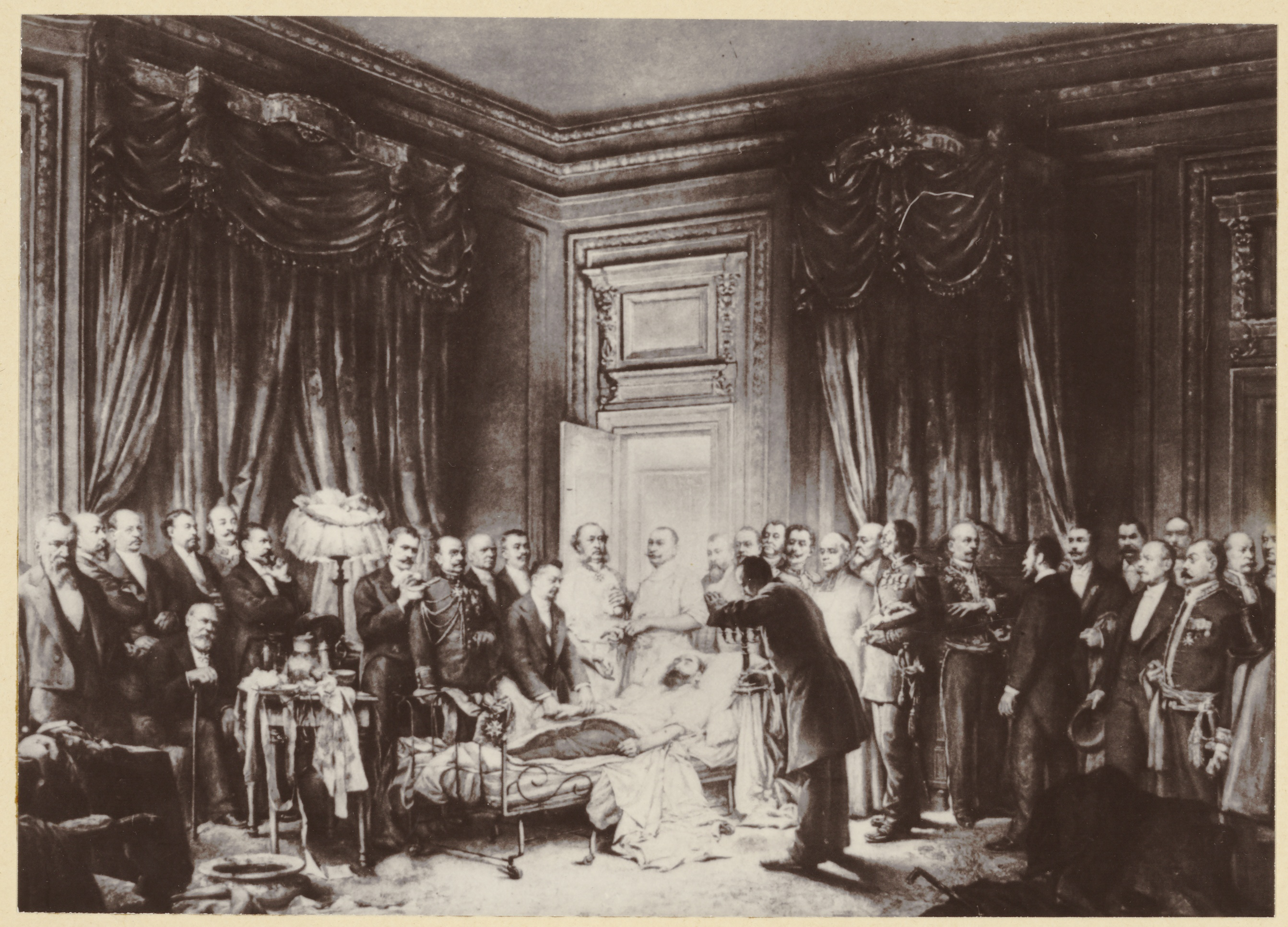
Mort du Président Sadi Carnot dans le grand salon de la préfecture de Lyon en juin 1894.

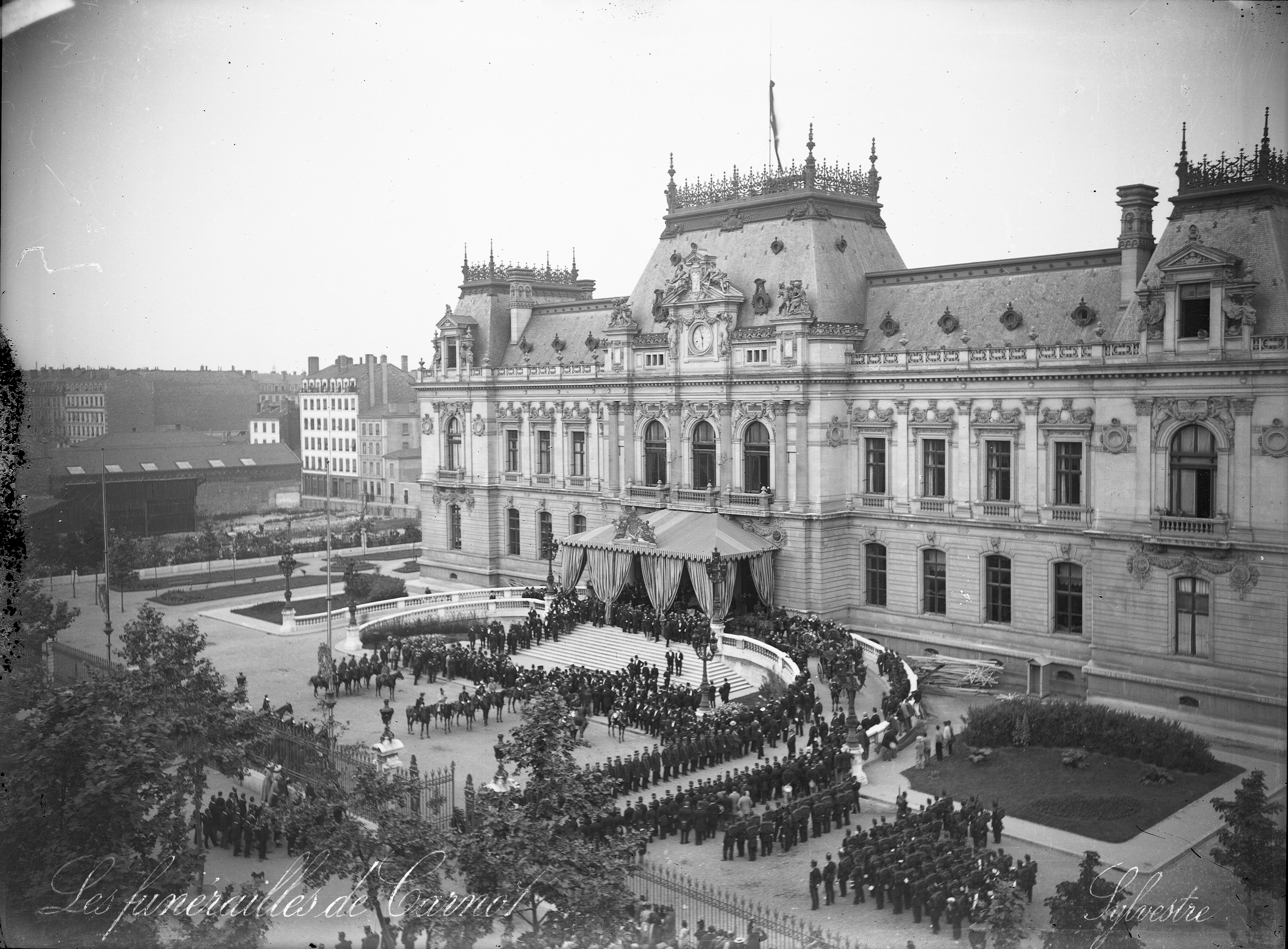
Départ du corps de Sadi Carnot.

L’inauguration officielle de l’Exposition a lieu le 29 avril 1894. À partir de là, l’exposition est ouverte tous les jours de 9 heures à minuit. La Coupole et les fontaines bénéficient de l’éclairage électrique. De nombreuses attractions et spectacles sont attendus. Les photographes industriels étant encore rares à cette époque (à l’exception des spécialistes Boulade et Victoire), Sylvestre reçoit d’importantes commandes de prises de vues pour l’occasion. Les 23, 24 et 25 juin 1894 sont consacrés à la visite officielle du président de la République qui est grandement mis à l’honneur. Des fêtes nautiques vénitiennes sur la Saône et une fête de nuit avec feu d’artifice sur le lac devaient être l’apothéose de ces journées. Or le 24 juin, le président Sadi Carnot est convié au banquet officiel du Palais de la Bourse où l’attendent 1 200 personnes. À l’issue de cette soirée, vers 21h15, il se rend en voiture au Grand Théâtre et se fait poignarder par l’anarchiste italien Sante Geronimo Caserio. Au lieu de l’emmener en urgence à l’Hôtel-Dieu, les officiels ramènent le président blessé à la Préfecture, décision fatale qui fera indirectement le succès de Jules Sylvestre. Le corps du Président Carnot repose dans le grand Salon et Sylvestre, se trouvant à seulement une centaine de mètres, est appelé afin d’immortaliser cette scène tragique. Sylvestre capte les derniers instants du Président, cliché original perdu qui sera néanmoins repris par le peintre Henry Condamin (dont il demeure un tirage positif) et par une gravure de Girrane parue dans le journal Le Progrès à l'époque. Santo Caserio est interpellé le soir-même ; condamné à mort par la cour d’assises du Rhône, il est exécuté le 16 août. Sylvestre prend également une photographie de l’assassin montant sur la guillotine après son procès. Le professeur Lacassagne, médecin légiste de l’exécution, en possédait une épreuve très nette, malheureusement également perdue par la suite. En raison de l’ampleur de cet événement tragique relayé par la presse, et dans la mesure où toutes ses photographies sont réussies, Sylvestre gagne alors en notoriété.

### Ouvrages d'art, dès 1894

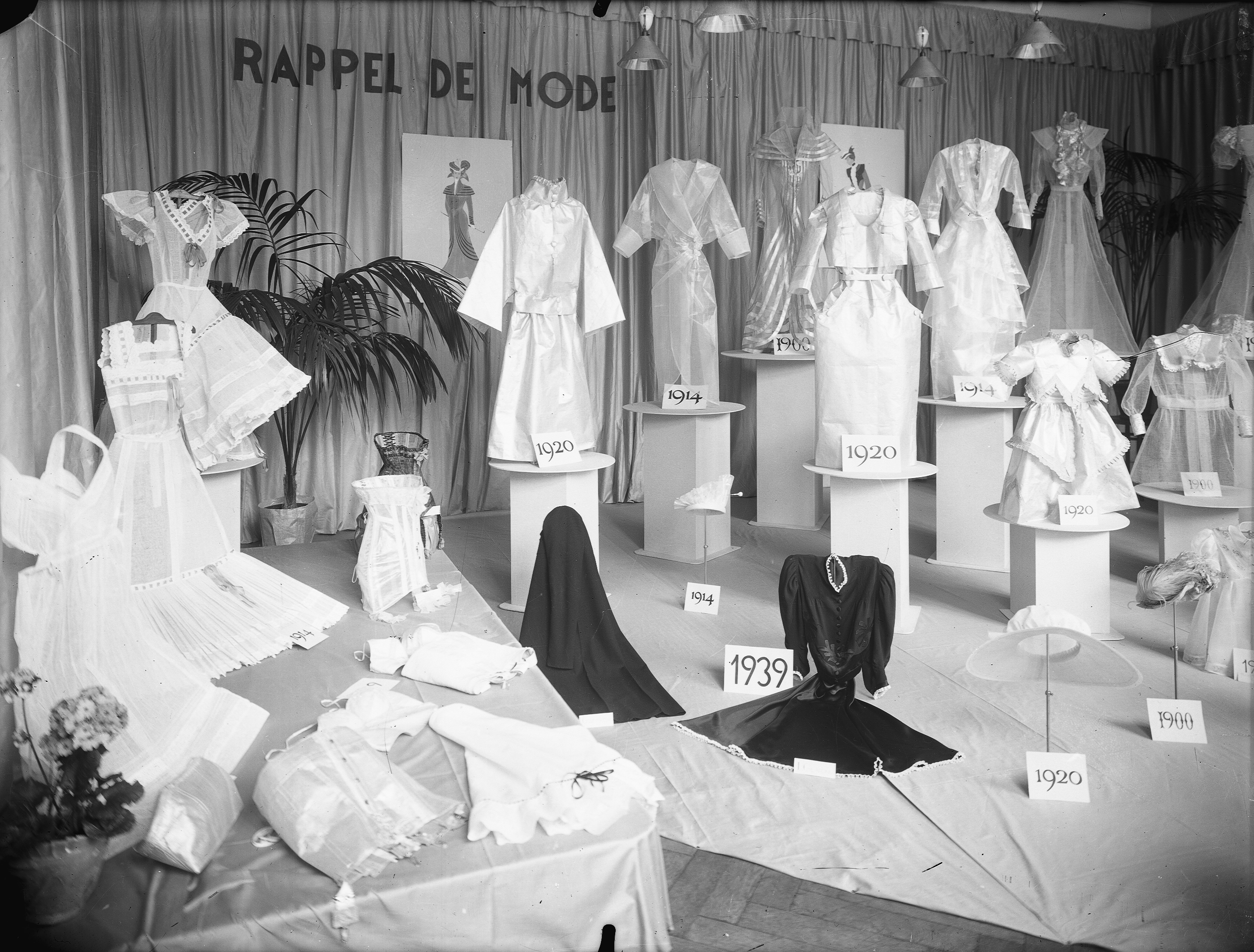
Exposition de vêtements 1900 - 1939.

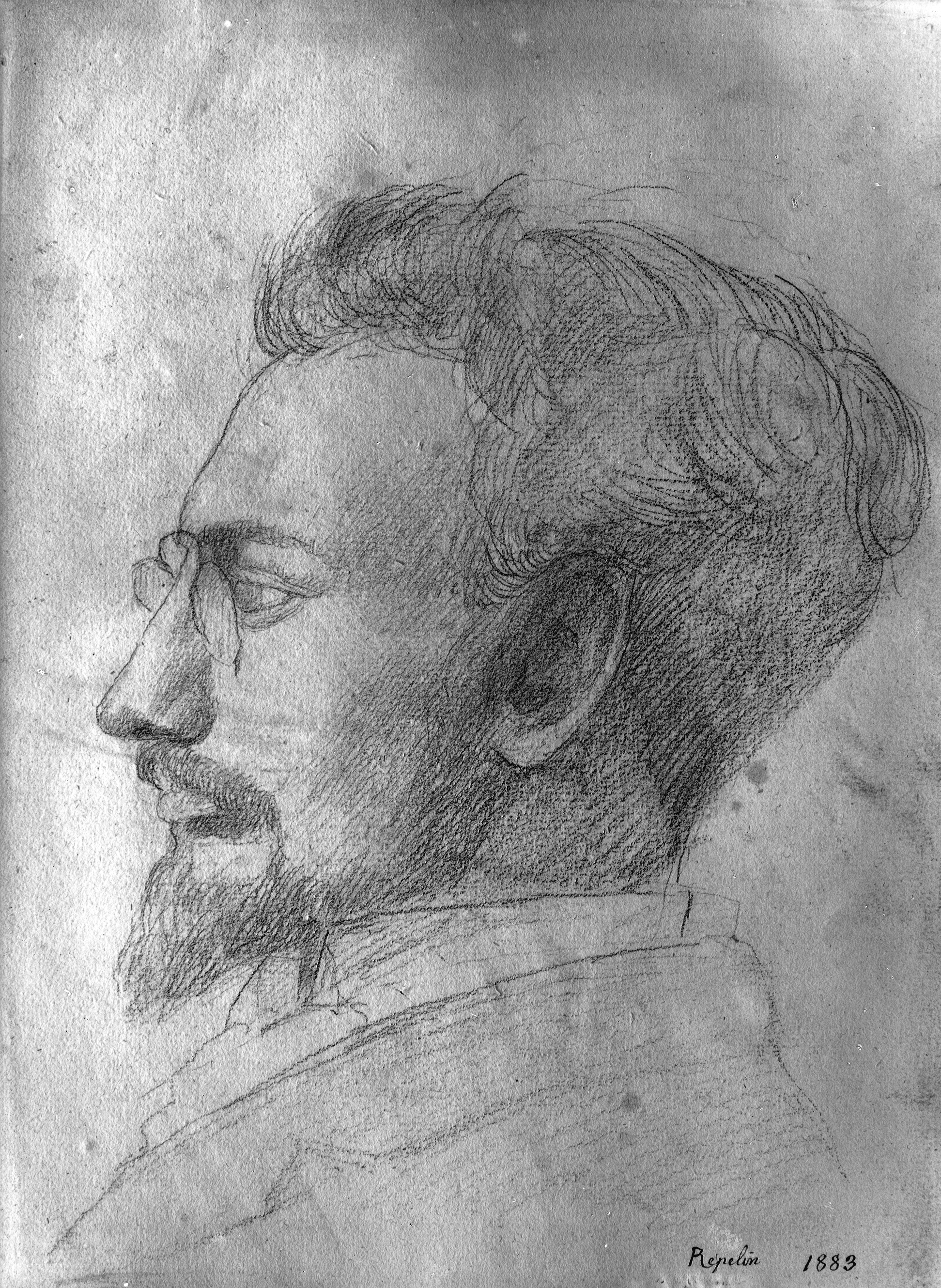
Reproduction photographique de portrait.

Le photographe reçoit dès lors de nombreuses commandes de la part d’éditeurs désireux d’illustrer des ouvrages artistiques de grand luxe (architecture, décoration, mode). Pour ce travail, il investit dans une chambre de voyage 24 × 30 cm qui lui permet d’obtenir un rendu extrêmement précis et détaillé. Il travaille uniquement sous éclairage naturel, au très grand format, diaphragme fermé au maximum et en exposition longue. Après la prise de vues et partant de chaque plaque de verre utilisée, les tirages positifs sont obtenus par contact direct. Encore jeune professionnel, Sylvestre connaît une ascension fulgurante en raison de ses méthodes techniques et commerciales plus modernes et performantes que celles de ses concurrents.
Dès 1898, il aménage une cour sous verrière pour la reproduction de très grands sujets sous lumière douce. Ainsi, il commence à photographier des toiles exposées aux Salons des Beaux-Arts et reçoit une commande exceptionnelle du musée des Beaux-Arts de Lyon qui souhaite archiver les reproductions de ses tableaux. Il gagne alors déjà très bien sa vie mais, en homme d’affaires avisé, choisit également d’éditer des cartes postales à partir de ses clichés, ce qui lui permet d’augmenter les profits de son entreprise.

### Tour de France, 1900
Durant l'été 1900, Jules Sylvestre fait l'acquisition d'une décapotable Rochet-Schneider, dernier modèle en vogue. En effet, le constructeur automobile lyonnais a marqué la première moitié du XXᵉ siècle avant d'être racheté par Berliet en 1960. Fondée en 1889 à Lyon par Édouard Rochet et Théodore Schneider, l’entreprise s’oriente dès 1899 vers la production de voitures à moteur à pétrole. Ses usines étaient implantées dans le 3ᵉ arrondissement de Lyon, rue Paul Bert et rue Feuillat. Accompagné de son épouse, de leur chien et d'un ami médecin, Jules Sylvestre profite de ses vacances pour entreprendre un véritable tour de France. Sur des routes souvent impraticables, il traverse les Alpes aux chemins escarpés, longe les lacs de haute montagne encore glacés, explore les villages provençaux et atteint le Mont Saint-Michel.

En déplacement, il délaisse ses encombrantes chambres professionnelles 18 x 24 au profit d'une jumelle 8 x 16 équipée pour la stéréoscopie en 8 x 8. Parmi les traces laissées de cette aventure, la Bibliothèque municipale de Lyon conserve des plaques témoignant de son passage à Paris, notamment devant l'Arc de Triomphe. Pour immortaliser ce moment, les voyageurs garent leur véhicule juste devant l’édifice, intégrant ainsi leur voiture au premier plan du cliché, produisant des images qui, à l’époque, suscitent l’admiration de leur entourage.

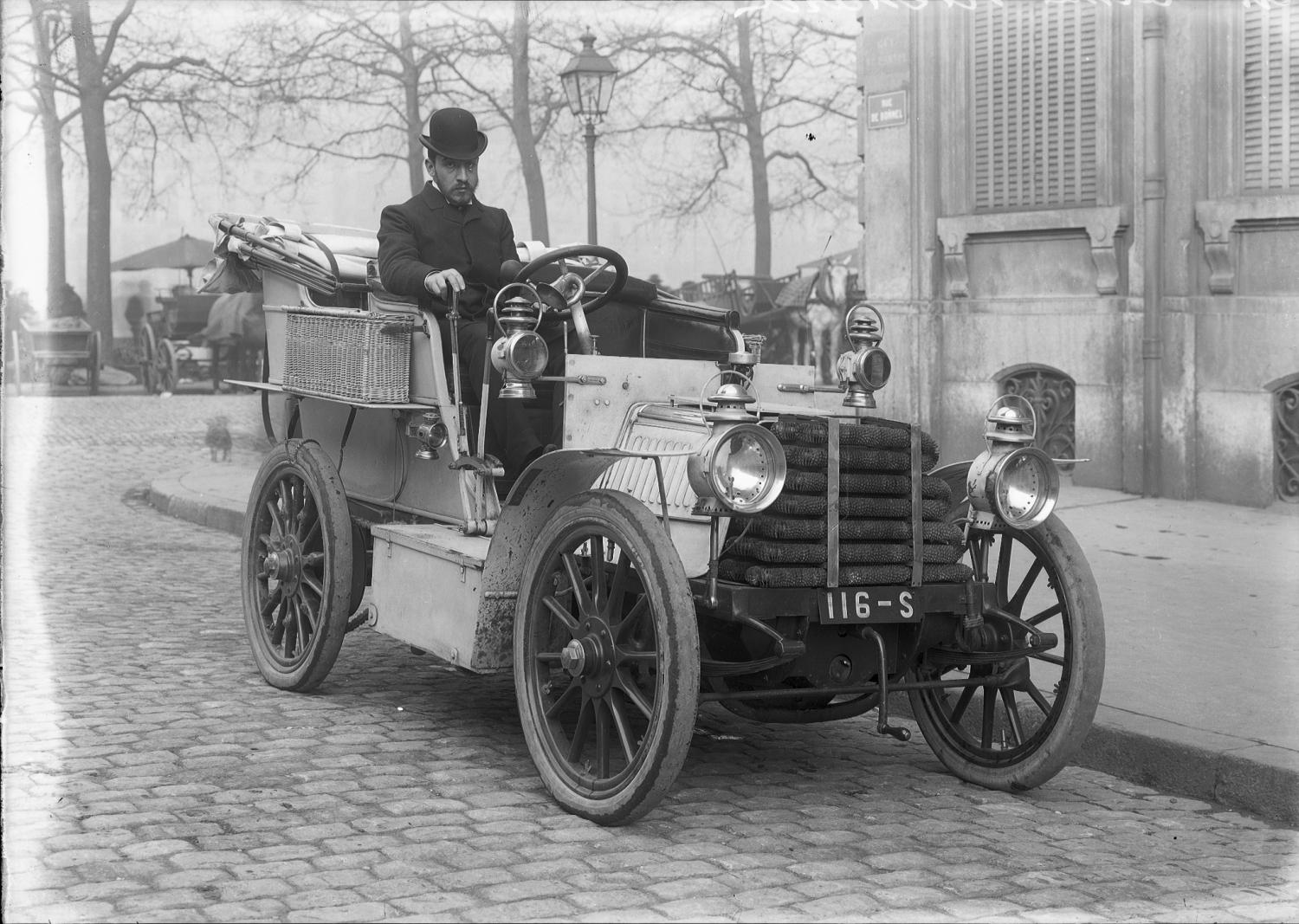
Homme au volant de son automobile dans les rues de Lyon, vers 1900.

### Automobiles
Lorsque Jules Sylvestre déménage en 1898, il se spécialise alors dans la photographie industrielle, la reproduction de peintures et d’objets d’art, les portraits artistiques, la construction et réparation d’appareils, l’édition de cartes postales et de cartes de visite.
Il fait partie de ces artistes pionniers qui se sont intéressés à l'industrie automobile au début du XXe siècle, alors même que celle ci remplace peu à peu le cheval. Photographier ces machines était un moyen de capter leur évolution et leur impact sur la société. Cette spécialisation apporte beaucoup de commandes à Jules Sylvestre. Il fait photographier sa propre voiture rue de Bonnel par un opérateur installé sur le pas de la porte de l'atelier. Les véhicules photographiés sont fort variés en âge et en type, les clichés mettent en valeur aussi bien l'esthétique que les prouesses d'ingénierie de ces premiers modèles d'automobiles.

Des collections de vêtements spécialement adaptées aux voyageurs des deux sexes assez téméraires pour affronter les trajets en véhicules décapotés sont conçues.

Portraits d'automobilistes
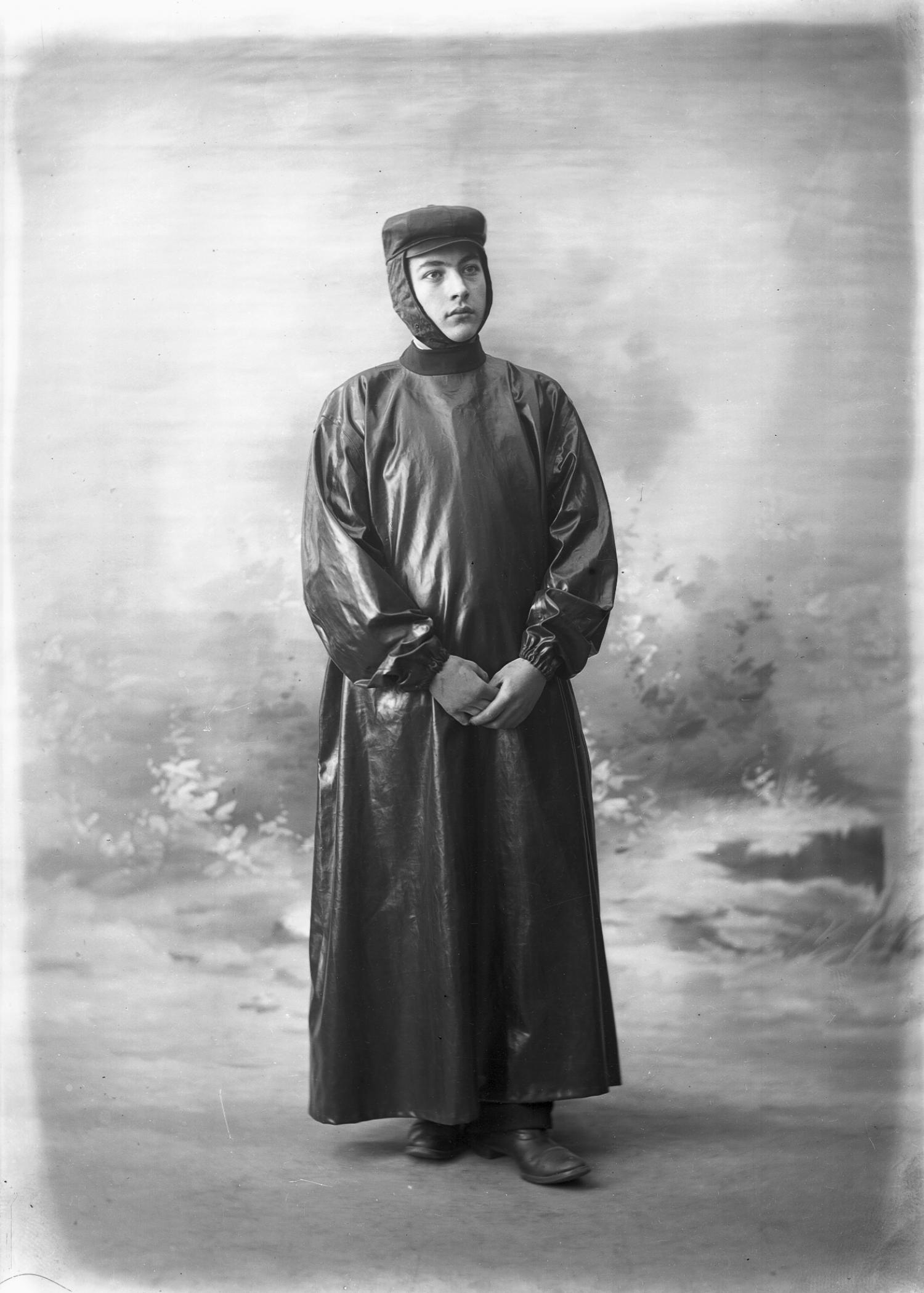
Portrait en pied d'un homme en tenue d'automobiliste, vers 1900.
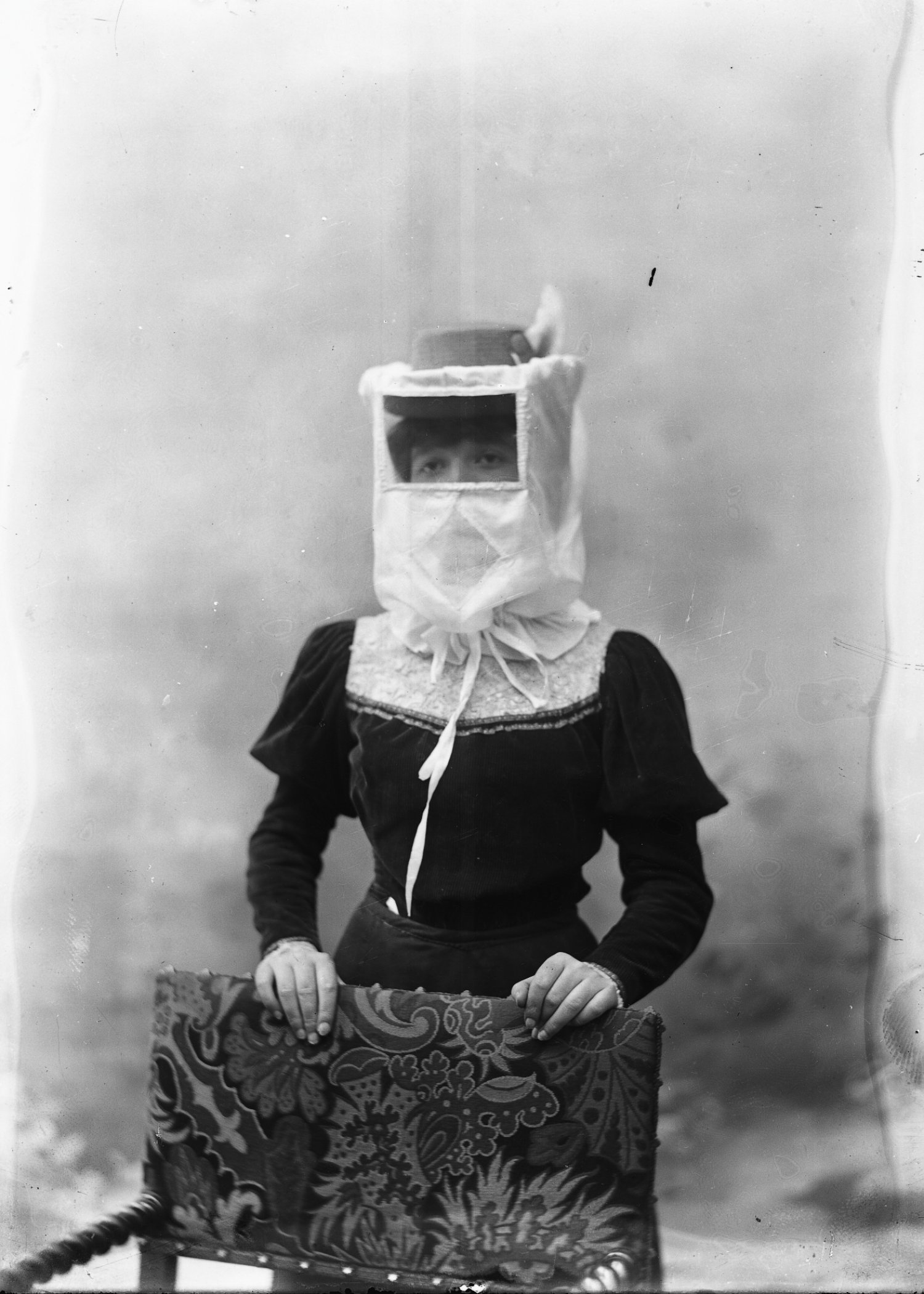
Portrait à mi-corps de la femme de Jules Sylvestre Catherine Collin en tenue d'automobiliste, vers 1910.

Dans ce début d'industrie automobile, Jules Sylvestre capte aussi des évènements marquants, comme les accidents de la circulation. Ces clichés ont une valeur informative et journalistique : la photographie devient un outil essentiel pour témoigner des faits marquants, notamment dans la presse locale ou les rapports officiels. Ces clichés pouvaient également servir à des fins administratives ou judiciaires : les autorités, compagnies d’assurances ou industriels pouvaient les utiliser afin d'analyser les circonstances d’un accident et en tirer des enseignements pour la sécurité. Guy Borgé évoque à ce sujet une « impressionnante pile de preuves tirées » qui laisse penser qu’un opérateur devait se tenir prêt en permanence pour intervenir:

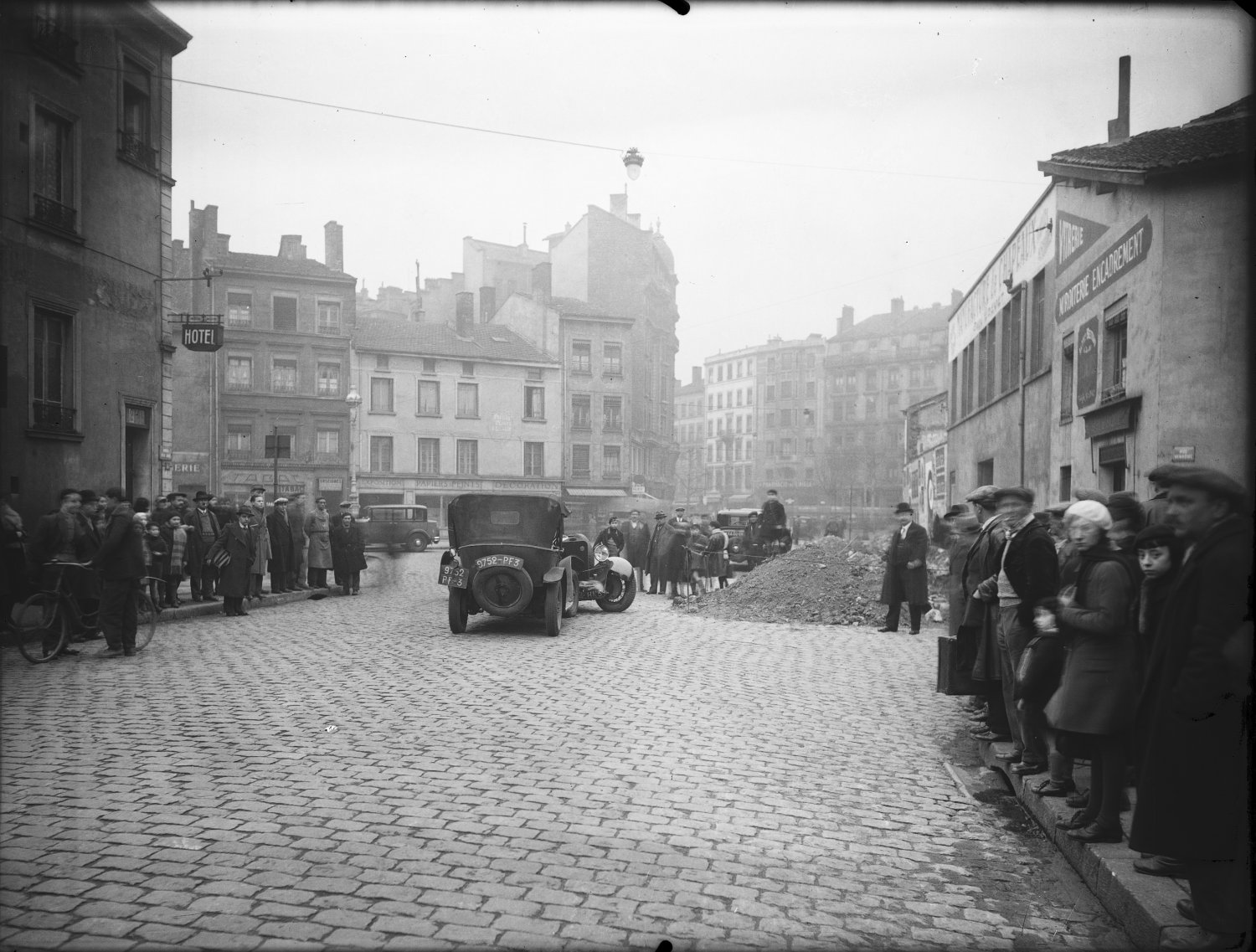
Un accident de voiture au carrefour de l'avenue Félix-Faure et de la Grande rue de la Guillotière et attroupement de badauds, vers 1930.

L'accident mortel de M. Perrachon, fondateur des Établissements Économiques du casino de Saint-Étienne, reste le plus connu. En regagnant Saint-Étienne, ce dernier qui venait d’acquérir à Lyon une somptueuse automobile Dexter flambant neuve en perd le contrôle et quitte la route. Jules Sylvestre est chargé de faire les photographies du constat et n'hésite pas à parcourir une trentaine de kilomètres pour immortaliser cet accident. Conscient de l’importance du sujet, le photographe utilise sa chambre de voyage 24 x 30, habituellement réservée aux vues d’édition et d’architecture, conférant à la scène une dimension artistique remarquable grâce à la finesse du piqué et la richesse des nuances. Sur l’un des clichés, on distingue même une autre Dexter, possiblement celle du constructeur Faure, venu examiner l’accident en personne. On aperçoit également Jules Sylvestre à l'extrême droite.

### Commission du Vieux Lyon, 1901

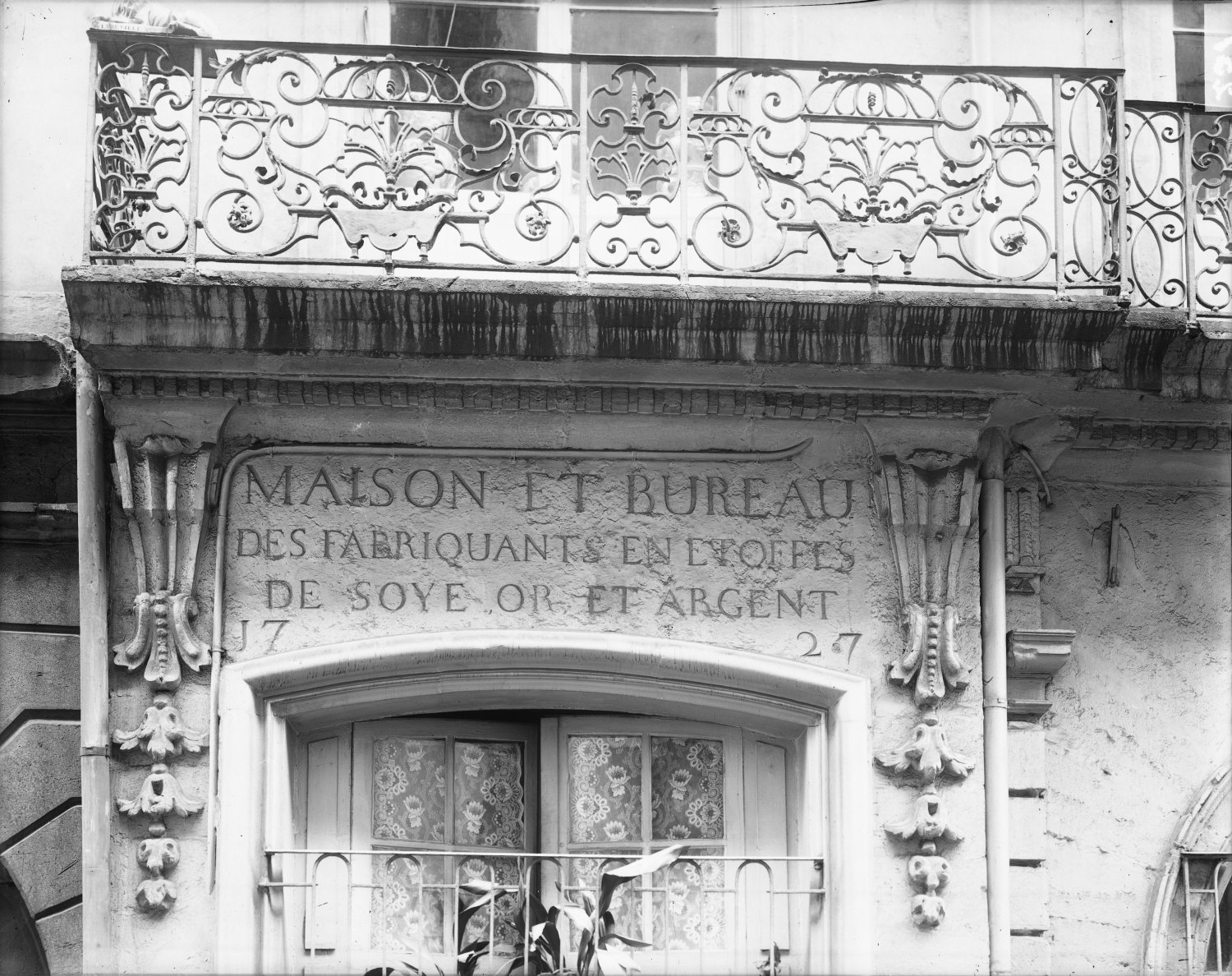
Façade du 1 rue Emile Zola.

En 1901, Jules Sylvestre mène une campagne photographique dans le cadre d'une commande de la Commission municipale du Vieux Lyon. Ces clichés de rues et d'édifices anciens sont réunis au sein de trois albums de photographies au format 18 × 24 cm, conservés au musée Gadagne :
1. Commission municipale du Vieux Lyon, collection photographique no 1, Quartiers de Vaise et Saint-Paul (inv. 871 à 871.39)
2. Commission municipale du Vieux Lyon, collection photographique no 2, Quartiers Saint-Jean et Saint-Georges (inv. 872 à 872.39)
3. Commission municipale du Vieux Lyon, collection photographique no 3, Quartiers du centre (inv. 873 à 873.45)

Cette commande a pour objectif de sauvegarder par l'image et de documenter les quartiers anciens de la ville (principalement Saint-Paul et Saint-Jean) avant que leurs monuments et leurs maisons ne disparaissent au fur et à mesure du temps et des réorganisations urbanistiques. En effet, ces quartiers étaient alors considérés comme peu praticables et insalubres. De nombreux projets d'urbanisation étaient prévus et devaient modifier l'aspect des quartiers, des travaux déjà amorcés au Second Empire et qui avaient fait disparaître des quartiers de la rive droite comme le quartier Grolée. La fin du siècle, grâce à l'intérêt des collectionneurs pour l'art et l'architecture du Moyen Âge connaît également un regain d'intérêt et de popularité pour ces quartiers, notamment véhiculé par les guides touristiques.

En amont de la commande, M. George, alors second vice-président de la Commission du Vieux Lyon, ordonne la création d'une sous-commission pour inventorier les éléments d'intérêt de ces quartiers. Une première liste est distribuée aux membres de la Commission en 1899. Puis en 1901, de nouveaux membres sont invités à rejoindre cette sous-commission pour développer cet inventaire. Le secrétaire de la Commission, Constant Tissot, est chargé de la documentation concernant ces éléments et fournit donc la liste à Jules Sylvestre, accompagnée de détails comme les noms des rues et les numéros des maisons concernées, avec parfois des informations complémentaires sur les bâtiments, un indice quant à la démarche scientifique de cette commande où toutes les informations possibles devaient être conservées. Jules Sylvestre s'est donc fortement inspiré de cette liste réalisée par la Commission dans le choix de ses clichés.

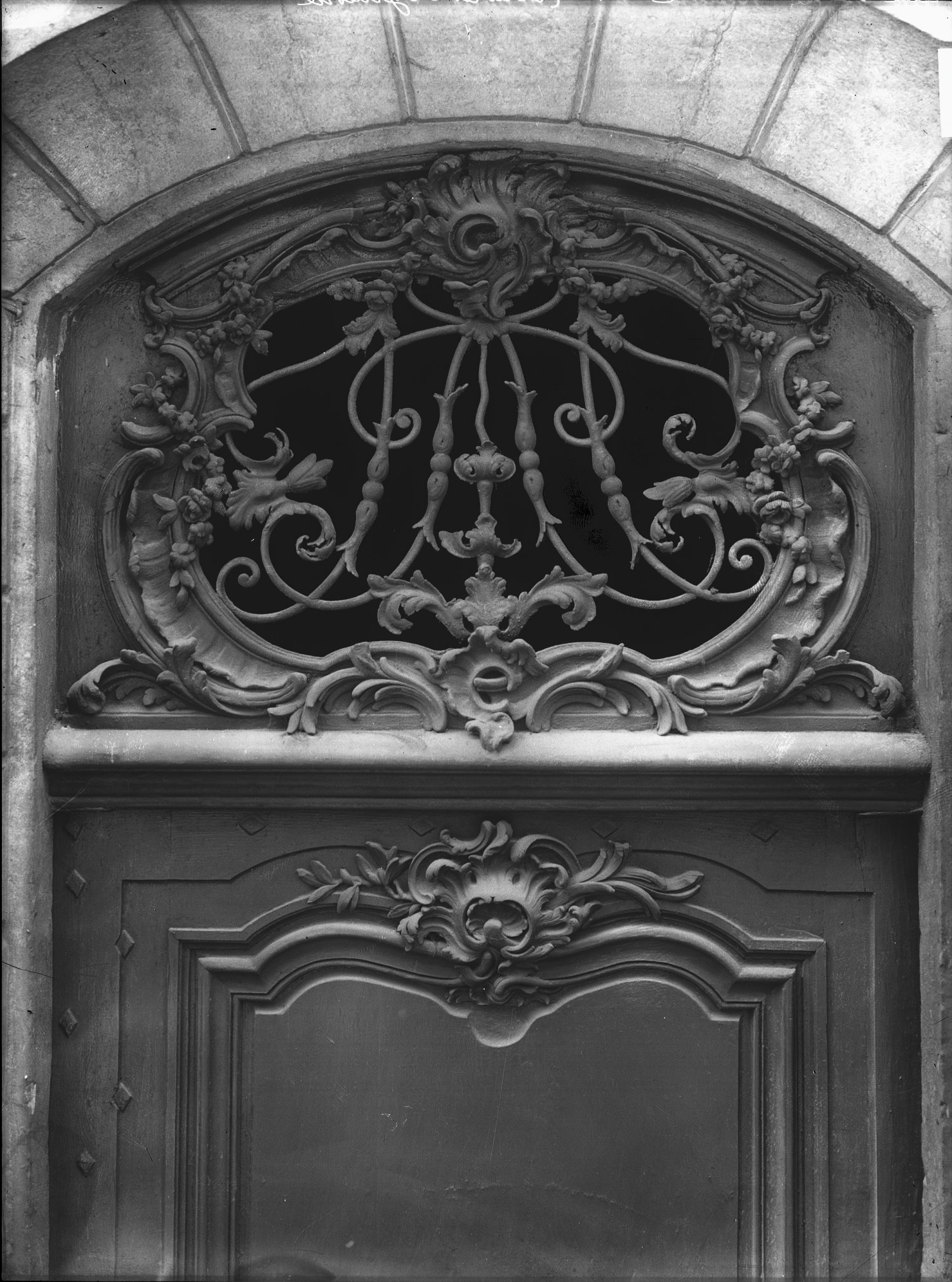
Imposte du 6 place de la Baleine.

Les albums des quartiers Saint-Jean et Saint-Paul contiennent 39 photographies, celui dédié aux quartiers du centre, 45. Les œuvres sont apposées sur une page pour laisser la suivante vierge. Les photographies sont légendées et encadrées de blanc. Aucune façade n'a été photographiée dans son entièreté. Il s'agit probablement d'une contrainte technique liée à l'étroitesse des rues ne permettant pas un recul suffisant au photographe. Jules Sylvestre est également rentré dans différentes cours d'immeubles, peut-être même dans les maisons, car certaines photographies représentent des éléments de cours intérieures, inaccessibles depuis la rue. Les clichés démontrent plus souvent une fragmentation du bâti pour souligner l'architecture de la période Renaissance des quartiers Saint-Jean et Saint-Paul. Seules quelques vues d'ensemble de rues sont présentes dans ces albums.
Les photographies portent sur le fenestrage, les arcatures, les galeries, les escaliers, les voûtes, les moulures ou les arcs de façades et la ferronnerie.
Les clichés de Jules Sylvestre pour cette commande reflètent également la vie quotidienne de ces quartiers. En effet, une présence humaine est apparente sur 69% des photographies. Or si le photographe avait voulu les éviter et réaliser des clichés sans qu'aucun passant ne soit présent sur ses images, cela lui aurait été possible.

Dès la genèse de cette commande, la Commission du Vieux Lyon souhaite conserver la propriété des photographies réalisées dans l'optique de les partager aux bibliothèques et musées de la ville pour la connaissance du public. Des projections lumineuses des photographies de Jules Sylvestre sont organisées en 1902 et 1914 dans des lieux comme le Palais de Commerce ou la Chambre syndicale des propriétés immobilières. Enfin, Jules Sylvestre obtient l'autorisation en 1901 de vendre ses photographies dans un petit album et de réaliser ses propres projections lumineuses. Le photographe vend également ses clichés pour le compte de la Commission, dont une partie des fonds sont remis à la ville de Lyon, dès 1904.

Photographies réalisées dans le cadre de la Commission du Vieux Lyon
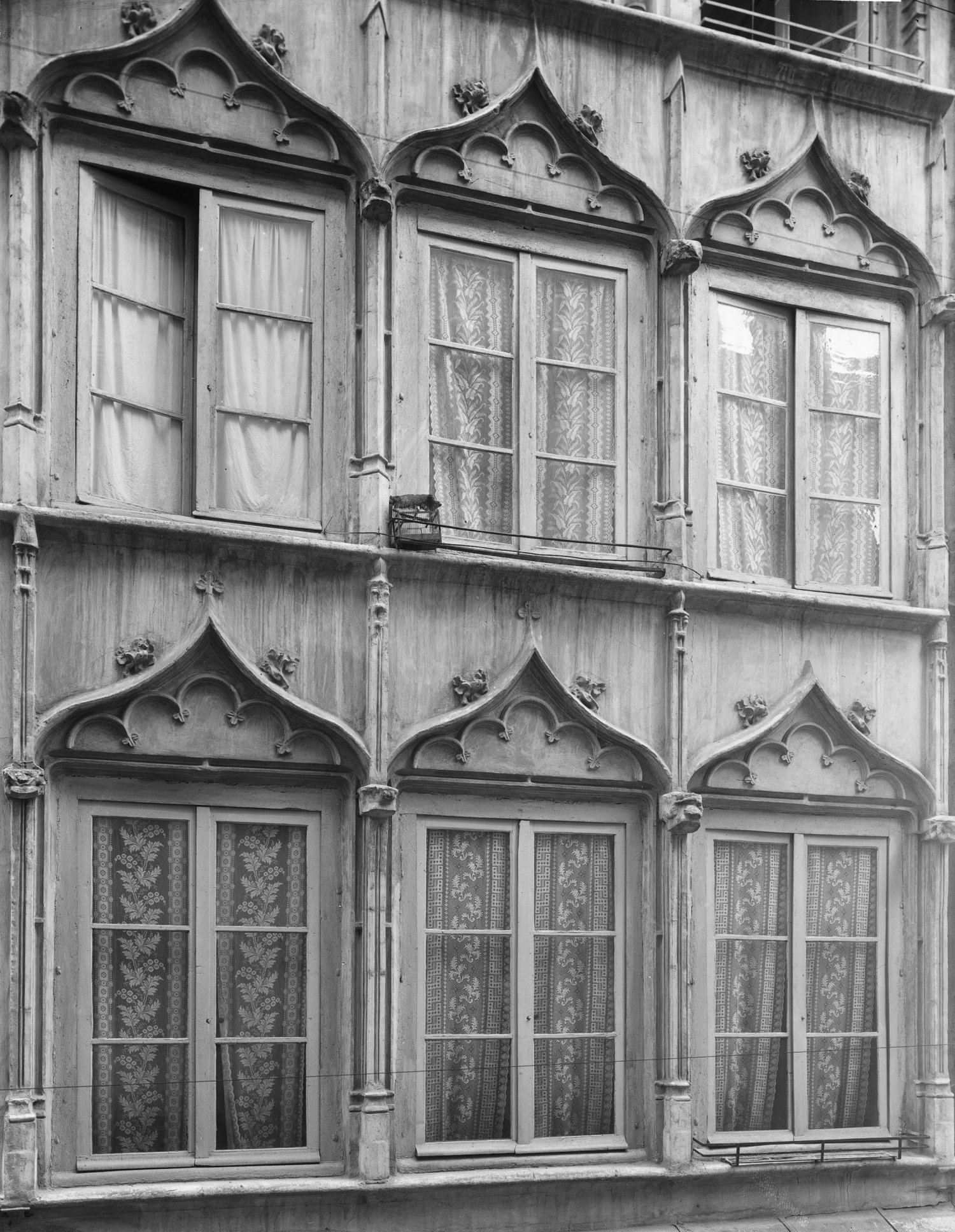
Façade du 7 rue Saint-Jean.
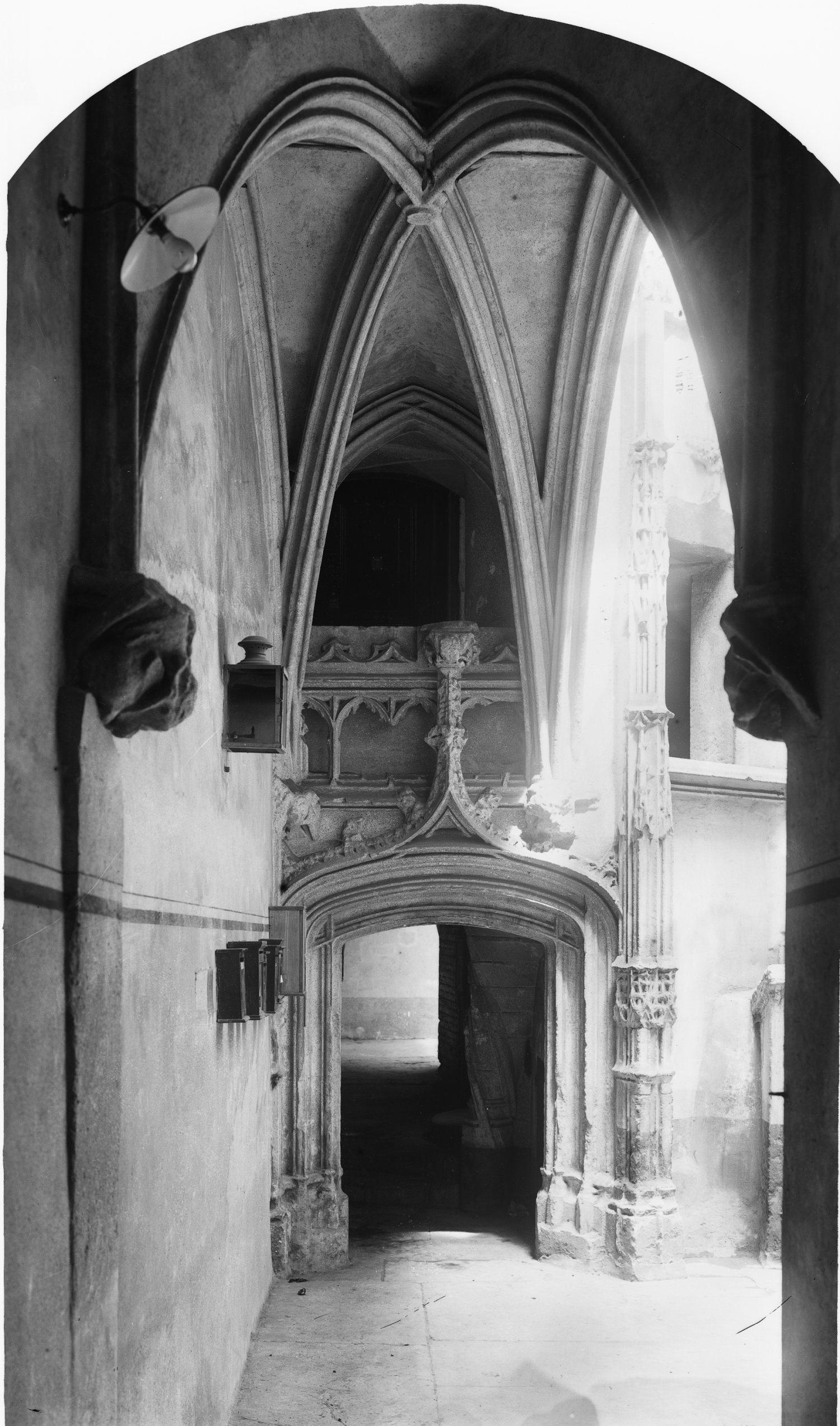
Cour du 11 rue Saint-Jean.
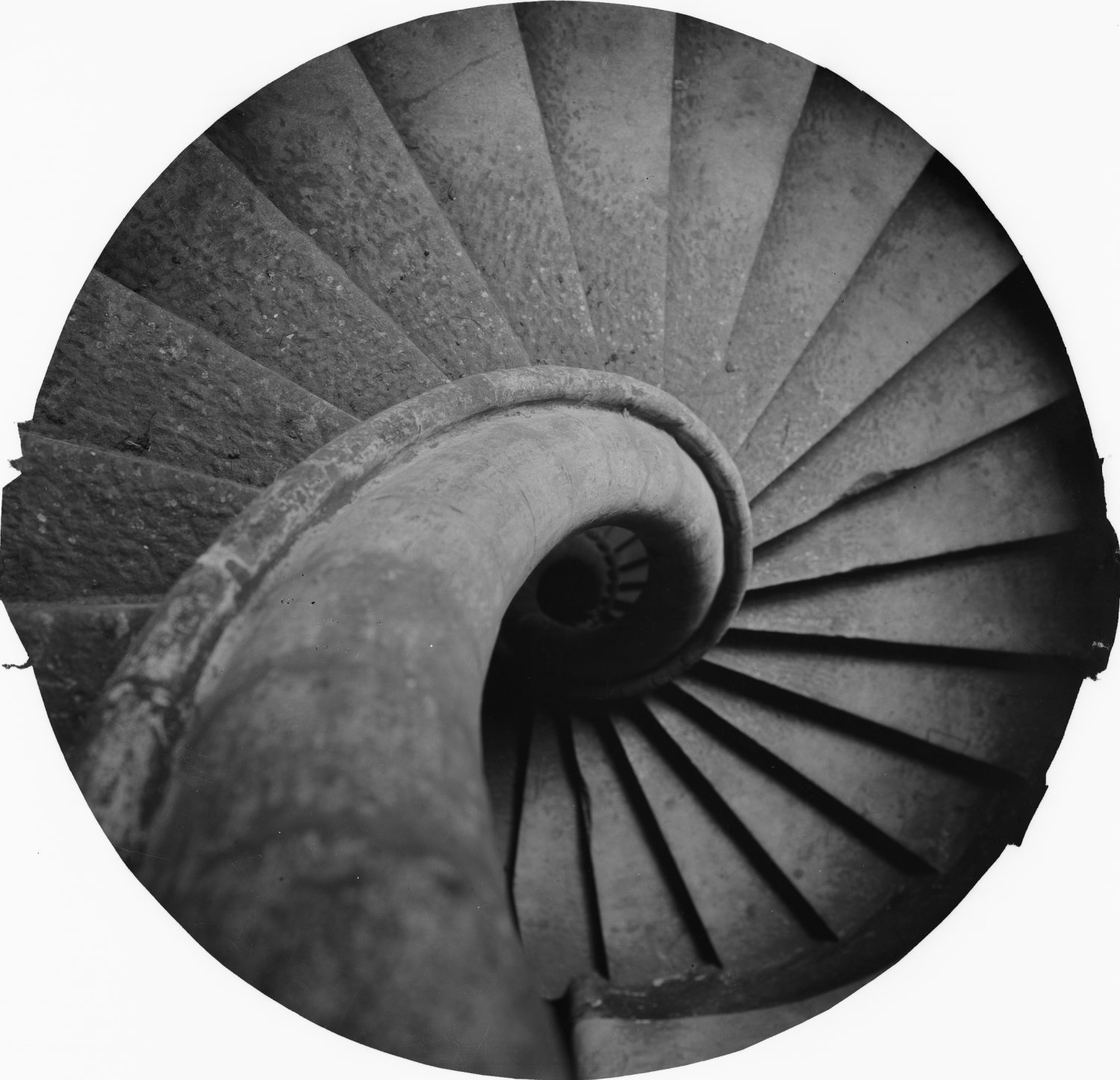
Escalier du 10 rue Lainerie.
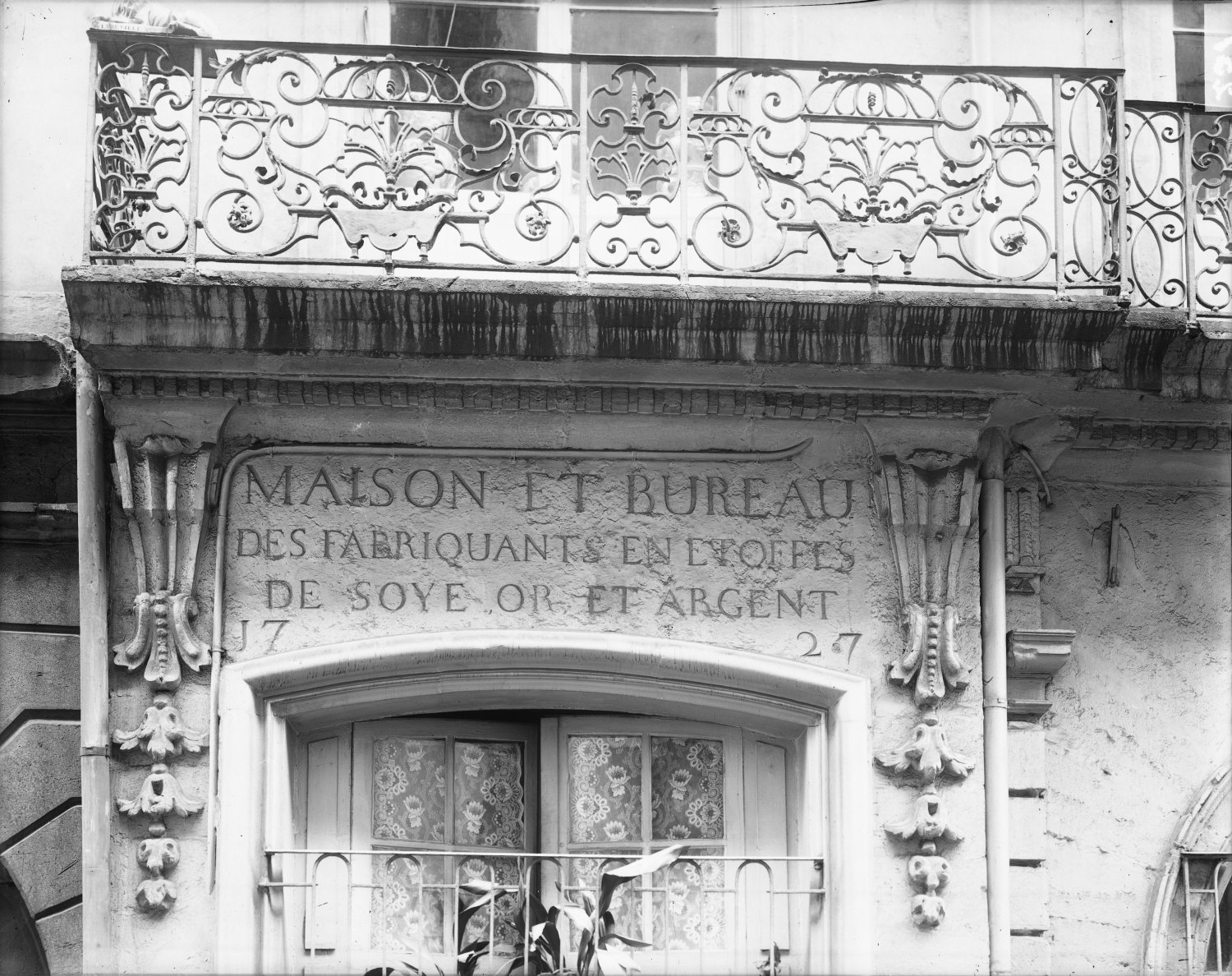
Façade du 1 rue Emile Zola.
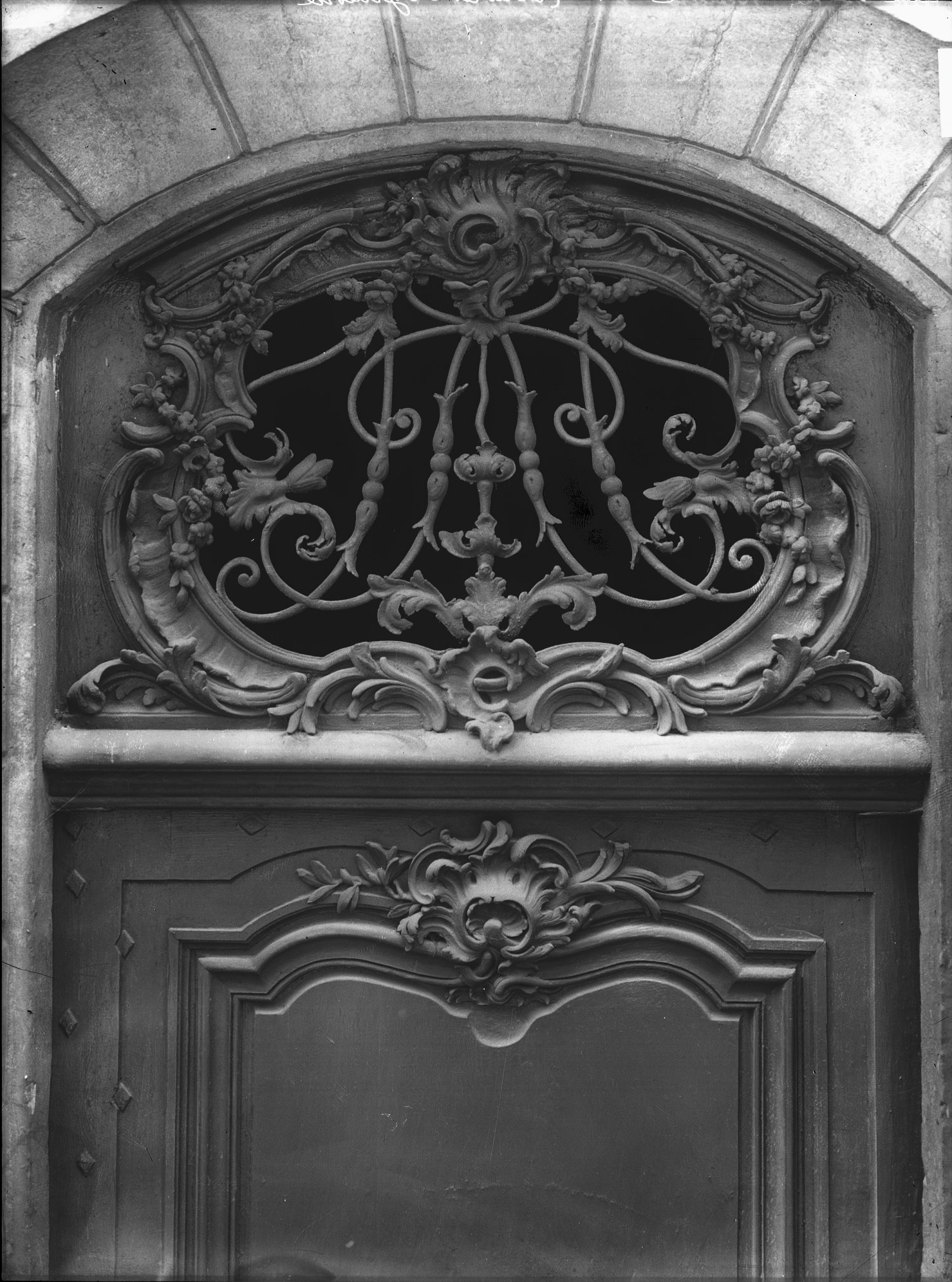
Imposte du 6 place de la Baleine.
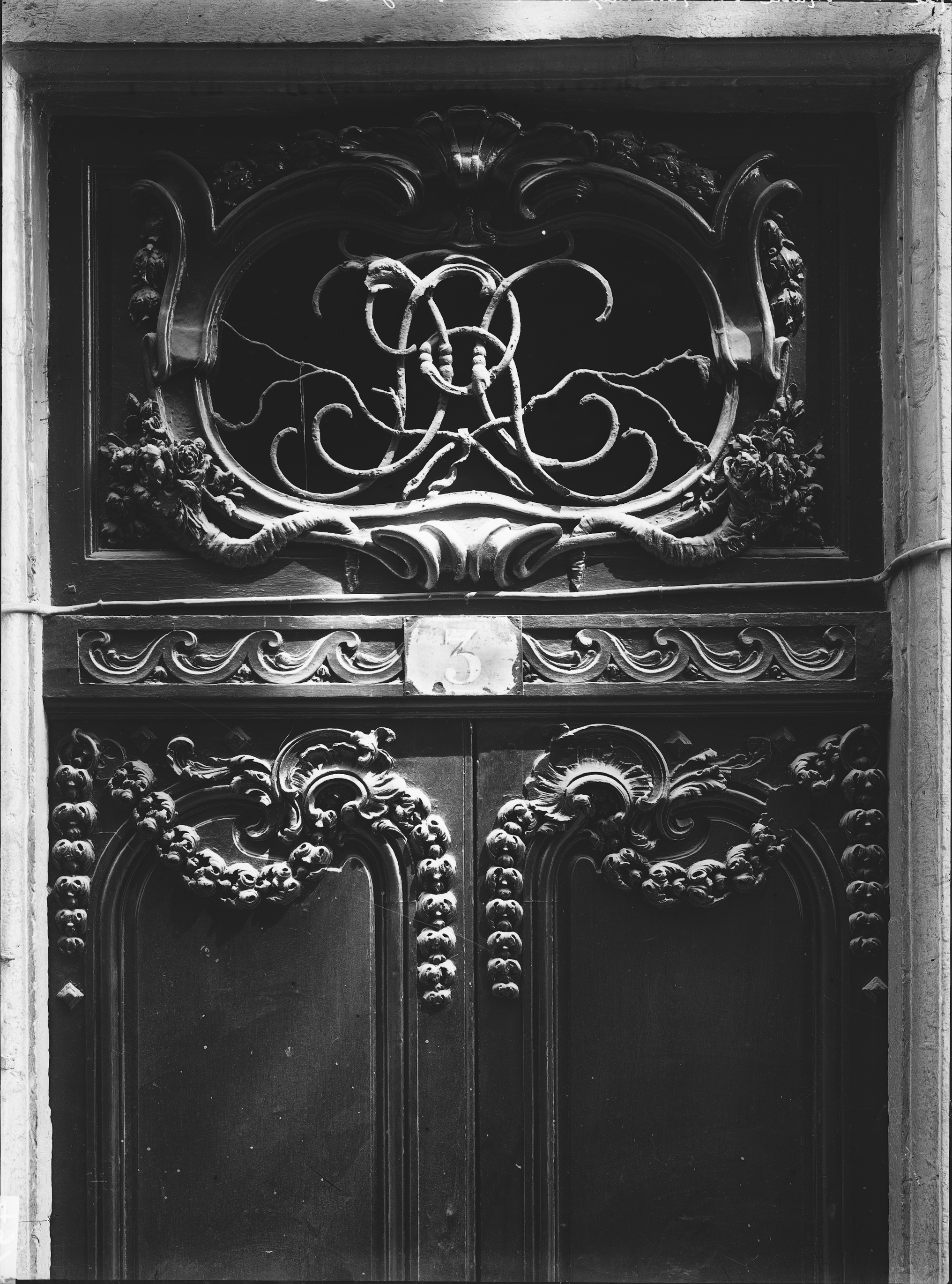
Porte et imposte du 3 rue Sainte-Marie des Terreaux.

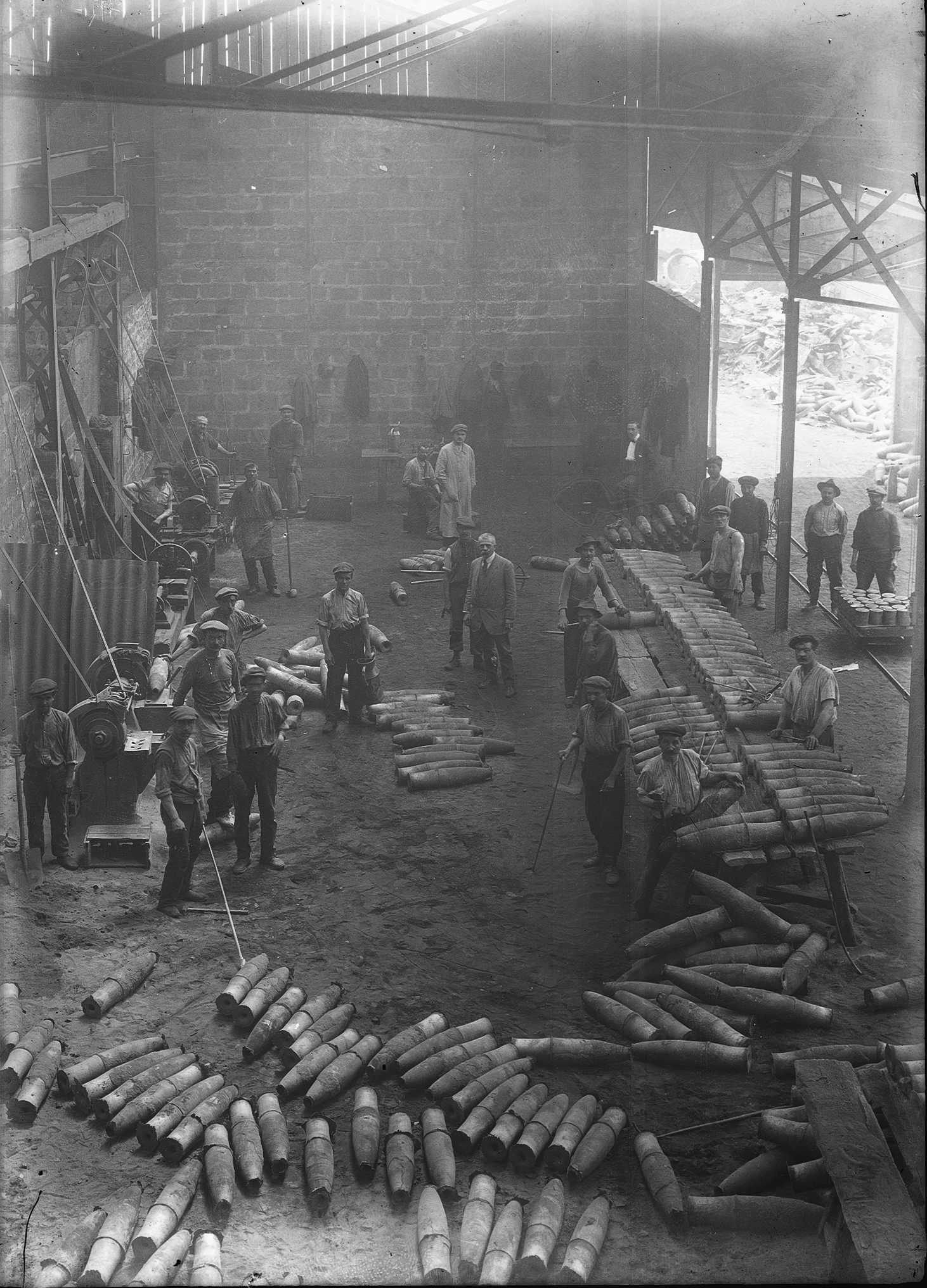
Photographie d'une usine d'obus de la région lyonnaise, vers 1915.

### Première Guerre mondiale, 1914-1918
L'atelier Jules Sylvestre reste actif à Lyon pendant la Première Guerre Mondiale, malgré le contexte difficile. Bien que Lyon soit éloignée des zones de combat, la ville a joué un rôle crucial en tant que centre industriel et sanitaire pendant le conflit. Les photographes lyonnais ont ainsi contribué à documenter cette période. Ainsi le fonds Jules Sylvestre conserve une série sur les écoles de blessés miliaires, créées à partir de 1914 à Lyon et à Tassin,, mais aussi des clichés de la ville et de sa population en temps de guerre.

### Usines et production lyonnaises
Jules Sylvestre a documenté l'essor de la vie industrielle de la région lyonnaise du début du siècle. Ses clichés détaillent l'architecture industrielle de l'époque, mettant en évidence les structures et les équipements caractéristiques des sites de production. Ils offrent un aperçu des installations et des infrastructures industrielles en pleine expansion. Sylvestre s'est également intéressé aux travailleurs, capturant des moments de leur quotidien.
- Soieries Ducharne : Sylvestre a capté des images des ouvriers quittant l'usine F. Ducharne à Neuville-sur-Saône vers 1930. Ces photographies offrent un aperçu de l'industrie de la soie dans la région[8].
- La centrale thermique de Villeurbanne : Grâce aux préoccupations hygiénistes de deux maires successifs, Villeurbanne s’est dotée dès 1912 – bien avant Lyon – d’une usine d’incinération des ordures ménagères. Rénovée, cette installation est inaugurée le 28 avril 1929, rue Paul-Verlaine. Cette même année, l’usine est couplée à une centrale thermique, permettant d’alimenter en chauffage et en eau chaude l’ensemble du nouveau centre urbain : logements, hôtel de ville, Palais du Travail, central téléphonique et groupe scolaire. Située à proximité de l’usine d’incinération, la centrale thermique assure la distribution via un vaste réseau de canalisations souterraines. Elle restera en service pendant 40 ans[8].
- L'arbre de Noël dans une usine lyonnaise, 1925 environ. Ce sujet difficile est interprété avec brio par l'opérateur puisque tous les personnages sont aisément reconnaissables malgré l'obscurité de la pièce[8].

Usines lyonnaises
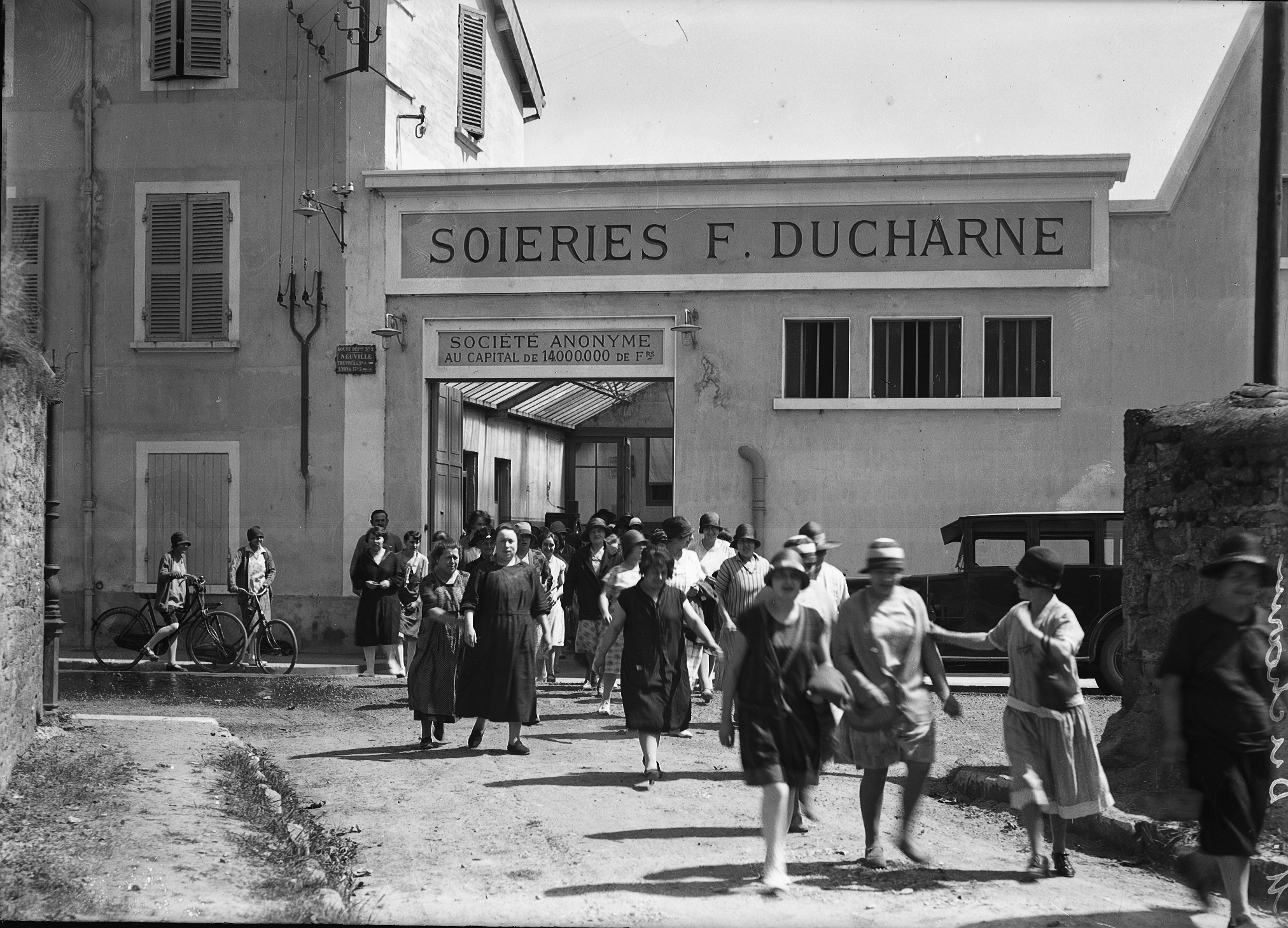
Sortie des ouvrières de l'usine Soieries F. Ducharne après la journée de travail, vers 1930.
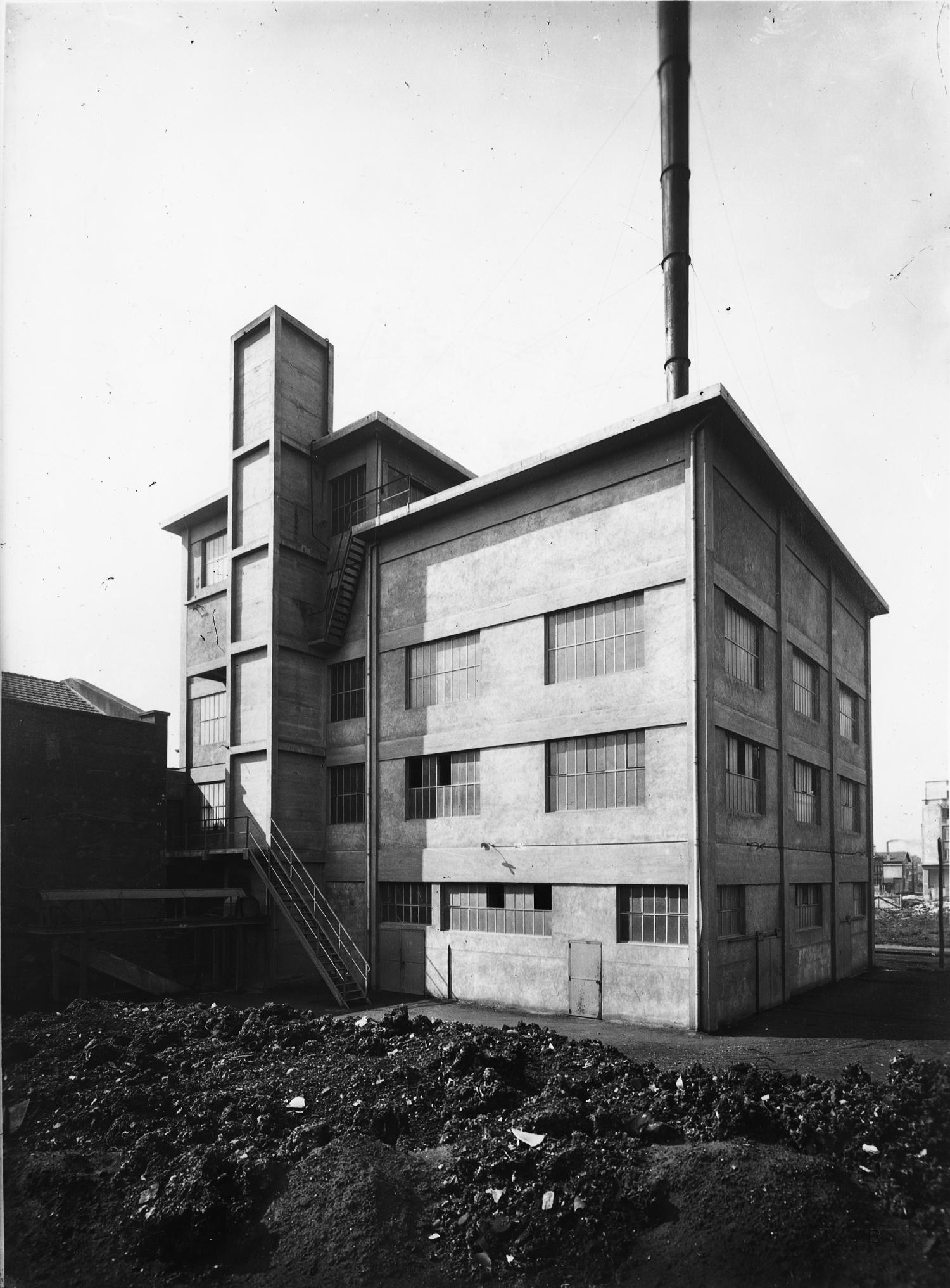
Centrale thermique de Villeurbanne, vers 1930.
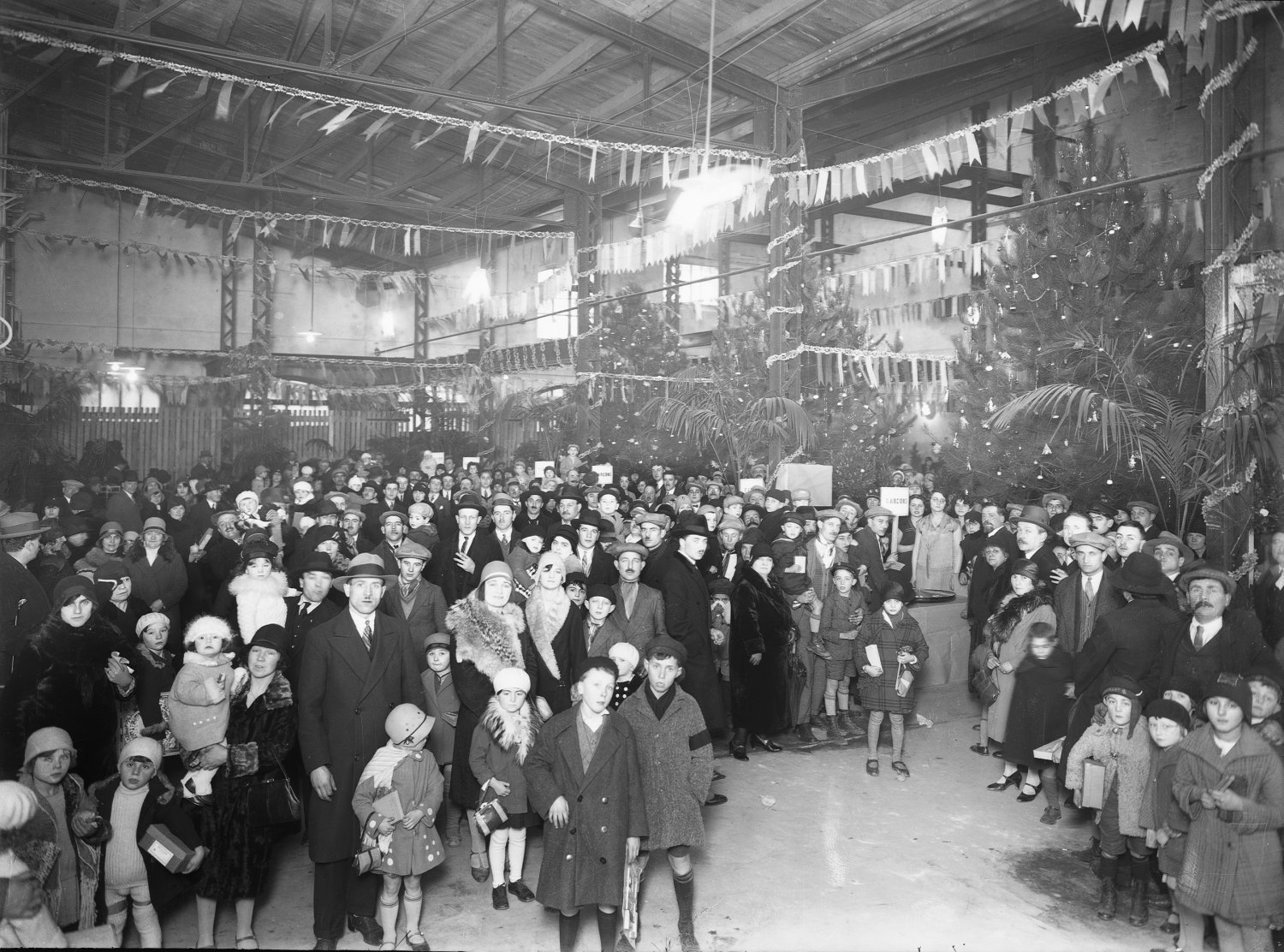
Arbre de Noël de la Société des Usines Chimiques Rhône-Poulenc à Saint-Fons, vers 1930.

### Portraits
L'atelier de Jules Sylvestre a réalisé de nombreux portraits de particuliers qui étaient notamment tirés en carte-de-visite ou cabinet, deux formats très populaires entre 1850 et 1920.

## Vie du fonds et de l'atelier «Jules Sylvestre»

### Rachat de fonds anciens

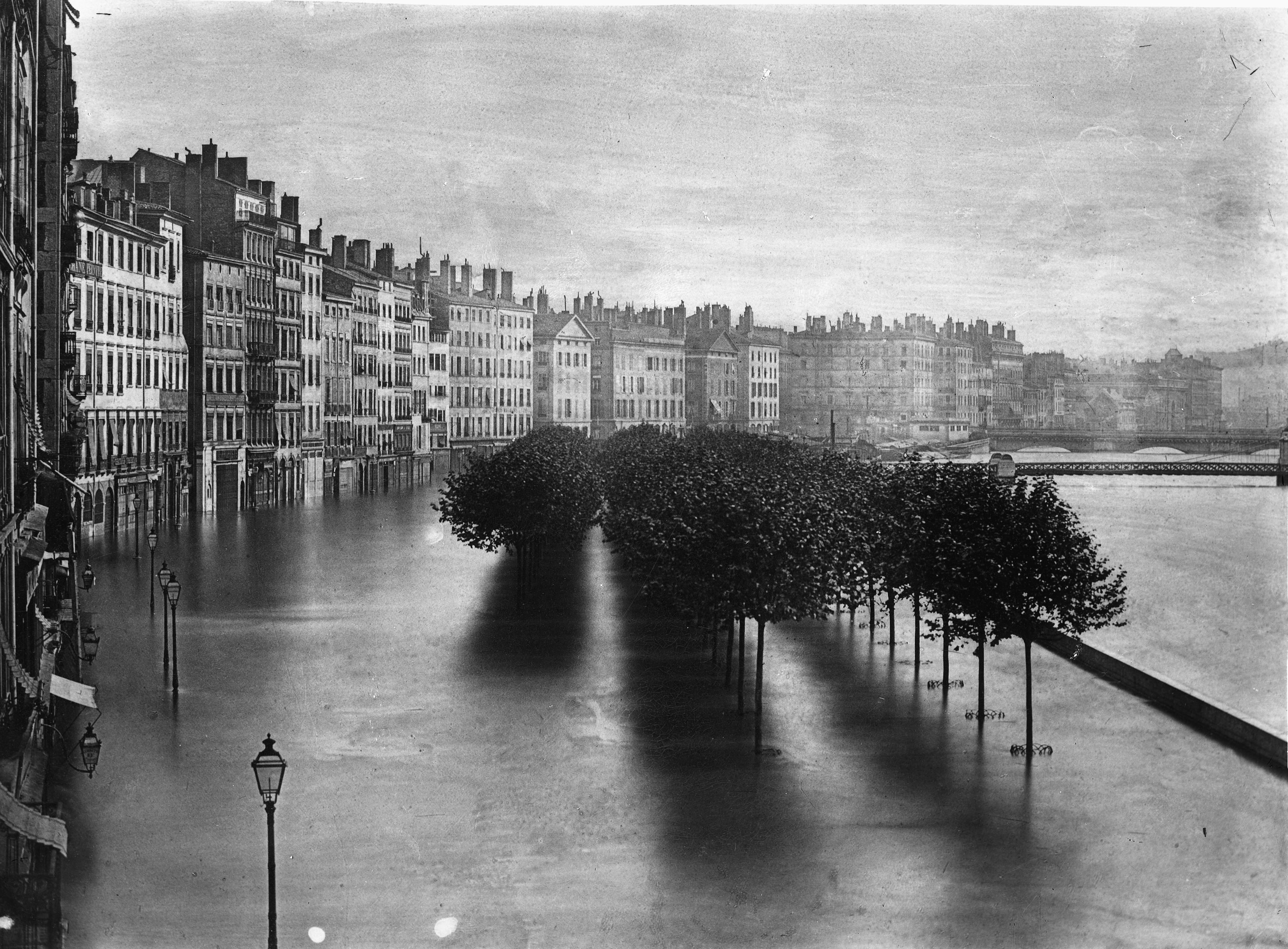
Un exemple de rachat de la collection du photographe Louis Froissart, ici représentant l'inondation des quais de Lyon en 1856.

Vers 1900, en parallèle de son entreprise commerciale prospère, Jules Sylvestre enrichit le fonds de l'atelier par la sauvegarde d'anciens clichés de la ville de Lyon. Parmi ces rachats se trouve la collection du photographe lyonnais Philippe-Fortuné Durand, dit premier photographe professionnel français, et de son gendre Benjamin Escudié. Sylvestre reproduit sur plaques de verre les daguerréotypes ou les calotypes produits par ses confrères comme Durand, Louis Froissart (1815-1860) ou encore Charles Popineau (1871-1948). Ces plaques de verre sont aujourd'hui mélangées dans le fonds Jules Sylvestre à la Bibliothèque municipale de Lyon, rendant difficile l'attribution et la dissociation des productions.
Jules Sylvestre dépose en 1906 une demande officielle auprès du Service de la Voirie de Lyon pour « l'autorisation de reproduire, en cartes postales, la série des clichés photographiques en dépôt au service de la voirie ». Ces clichés historiques sont aujourd'hui conservés aux Archives municipales de Lyon.

### Blanche Savoye, 1928
Après la Première Guerre mondiale, la propriété de l'affaire est partagée de moitié avec la collaboratrice de Jules Sylvestre, Blanche Savoye (1874-1961). L'entreprise devient « Société en Nom Collectif Sylvestre et Cie » et conserve l'entièreté du personnel préexistant,. En 1928, Jules Sylvestre prend sa retraite, cédant l'affaire à Blanche et à sa sœur, Marie Savoye.
De son nom de naissance Antoinette Blanche Alexandrine, fille du sculpteur Charles Savoye, elle est née dans le 3e arrondissement de Lyon et décédée dans sa ville natale. Blanche est employée après 1898 comme comptable par Jules Sylvestre lors de l'ouverture du grand atelier du 2 rue de Bonnel. Jeune diplômée de l'École Commerciale Féminine, une institution moderne fondée en 1856 par une certaine Mademoiselle Luquin. Surnommée « La Blanche », elle assiste Jules Sylvestre pour des clichés en extérieur et est réputée excellente portraitiste. L'atelier continue de répondre à plusieurs commandes majeures comme celle sur le quartier des « Gratte-ciel » de Villeurbanne. Les deux nouvelles gérantes conservent les méthodes et les techniques de travail de Jules Sylvestre ainsi que la spécialité du grand format.

#### Commande des «Gratte-Ciel» de Villeurbanne, 1931-1936

##### Contexte et origine de la commande

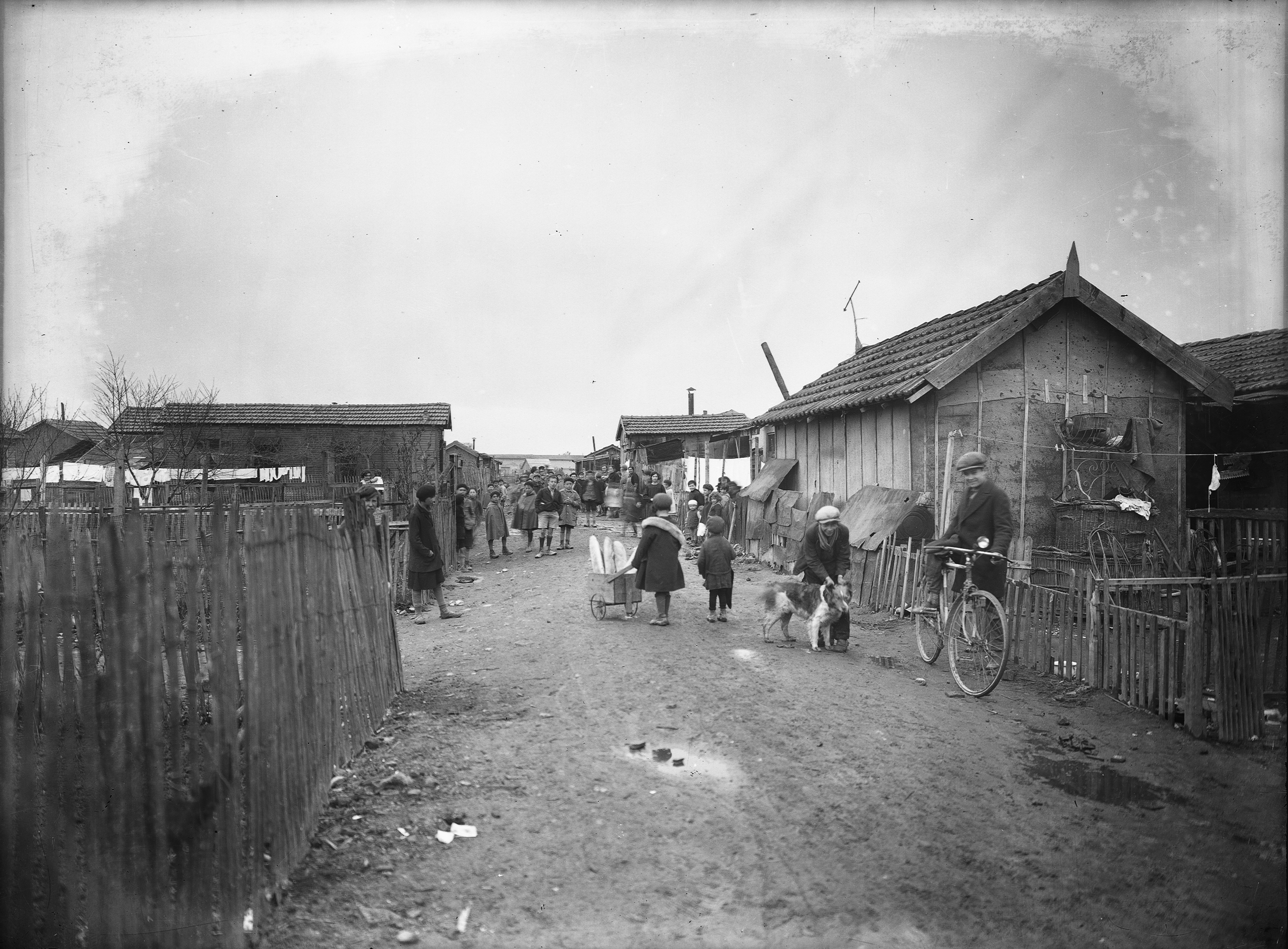
Photographie d'un quartier précaire de Villeurbanne avant la réalisation du projet des Gratte-Ciel, vers 1930.

Durant l’entre-deux-guerres, Villeurbanne connaît une forte croissance démographique, passant de 42 000 habitants en 1911 à 82 000 en 1931, ce qui pose des défis d’urbanisme et d’insalubrité,. Sous l’impulsion du maire socialiste Lazare Goujon, un projet ambitieux est lancé : les Gratte-Ciel de Villeurbanne. Ce projet, à la fois architectural, politique et social, vise à affirmer l’indépendance de la ville face à Lyon tout en modernisant son centre avec des infrastructures essentielles (logements, écoles, centres médicaux, théâtre, piscine),. Il s’inscrit dans une approche hygiéniste et progressiste inspirée du « socialisme municipal ».
Dans le cadre de cette construction réalisée entre 1927 et 1934, la ville de Villeurbanne et son maire commandent un reportage photographique à l'atelier Jules Sylvestre (réalisé probablement entre 1931 et 1934), dans le but d'en faire un support de communication politique. Les commandes de photographies industrielles sont assez courantes au début du XXe siècle, et permettent de conserver des images des constructions. La renommée de l'atelier Sylvestre dans ce genre de commandes n'est plus à faire, s'étant illustré dès le XIXe siècle dans ce domaine avec des commandes telles que celle de la Commission du Vieux-Lyon.
Ce reportage photographique est publié en 1934 dans le Livre d'Or de Villeurbanne, vendu par souscription à l'occasion des 10 ans d'administration de la ville par Lazare Goujon. Le fonds Jules Sylvestre, conservé à la Bibliothèque municipale de Lyon, rassemble ainsi 180 photographies négatives sur plaque de verre sur les quelques 200 produites, rendant compte de l'évolution de ce chantier phénoménal à la portée internationale.

##### Caractéristiques

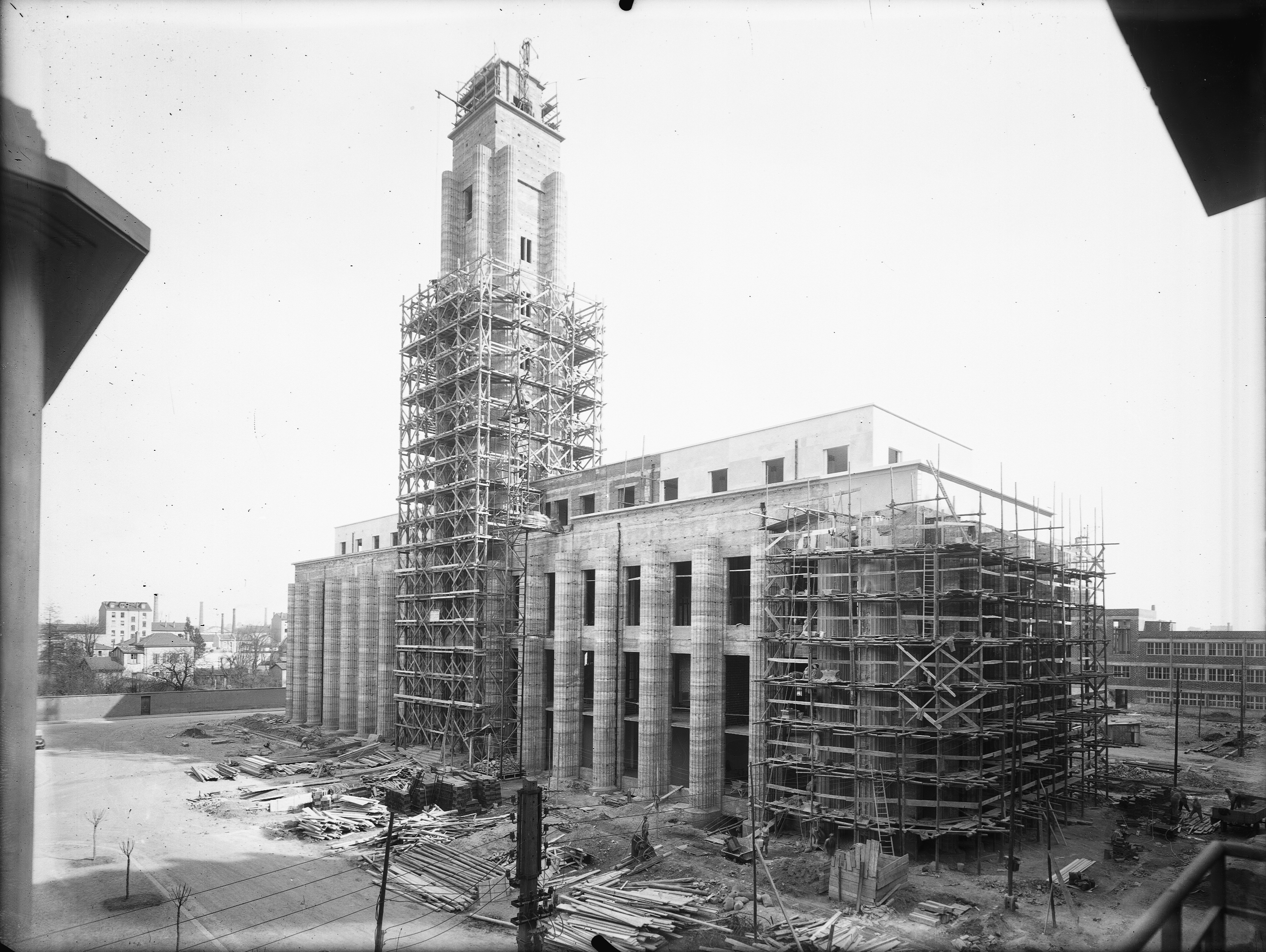
Vue de l'Hôtel de Ville et ses échafaudages lors du chantier des Gratte-Ciel, vers 1934.

Les photographies de cette commande répondent aux critères de la photographie industrielle du début du XIXe siècle, ayant pour but de témoigner des transformations urbaines et d'illustrer le progrès et la modernité. Cette commande cherche donc à documenter l'évolution de ce nouvel ensemble architectural, en détaillant chaque étape. Le fonds rassemble ainsi des photographies des terrains vierges, des structures en élévation et enfin des bâtiments achevés au moment de leur mise en service.

Les prises de vue cherchent ainsi à mettre en valeur les caractéristiques architecturales des Gratte-Ciel, en exaltant la monumentalité du projet tout en répondant aux besoins documentaires et promotionnels. De cette manière les lignes épurées et géométriques des bâtiments sont par exemple mises en valeur par des prises de vue axiale des avenues, et la réalisation de photographies grands formats. Néanmoins, les photographies respectent les conventions des photographies d'architecture avec le redressement des verticales et des cadrages frontaux en perspective modérée, qui restituent fidèlement les proportions et la taille des édifices. La vue en contre-plongée permet également d'accentuer l'impression de monumentalité, comme en témoignent les images de l'Hôtel de Ville. Les grues et échafaudages sont aussi mis en valeur, soulignant l'ampleur du chantier et la modernité de la construction. Si la plupart des photographies se concentrent sur les constructions ou les bâtiments tout juste mis en usage, certains clichés intègrent des figures humaines permettant ainsi de souligner l'échelle du chantier et le dynamisme du projet.

Gratte-ciel de Villeurbanne
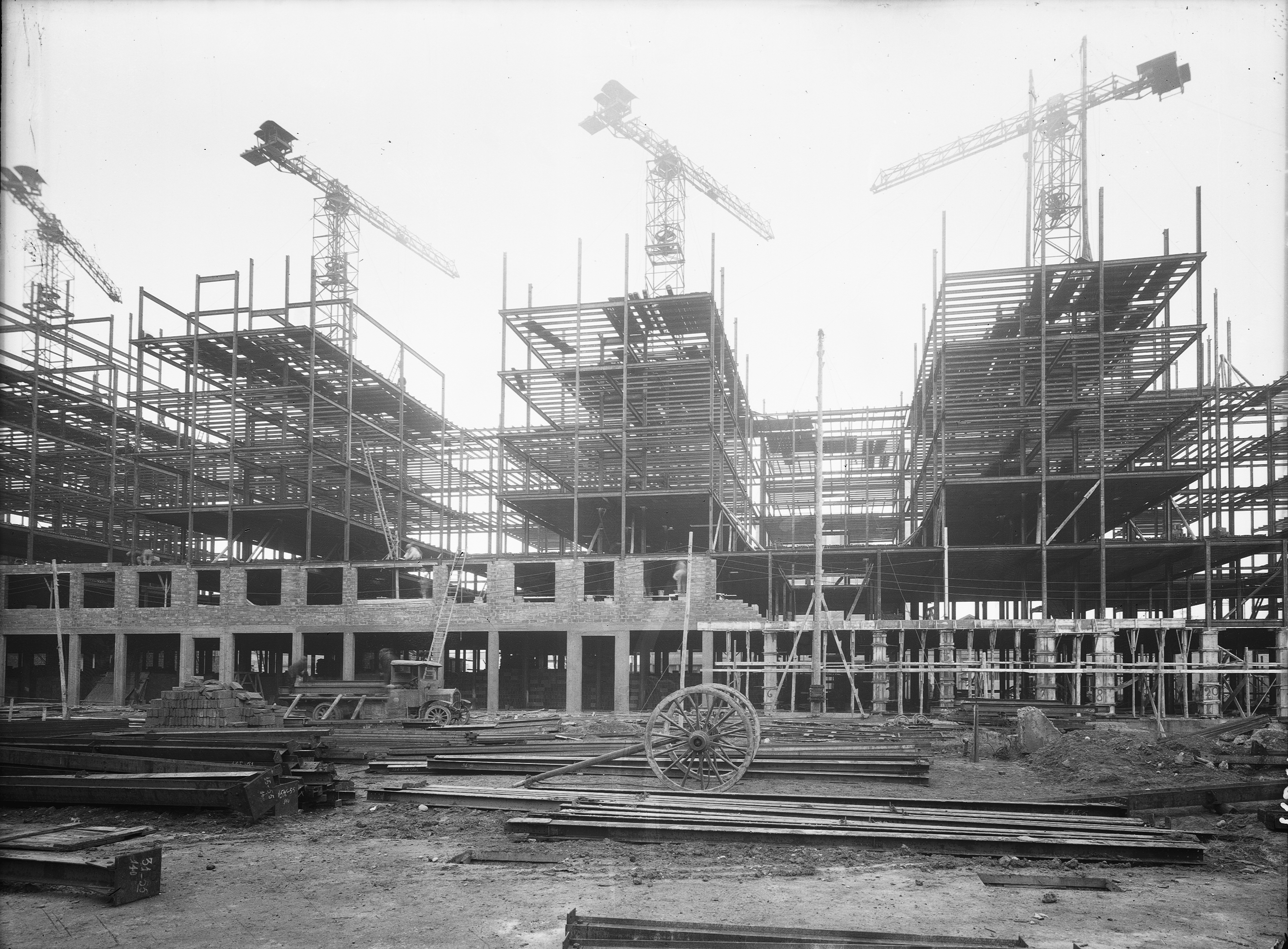
Montage de la charpente des Gratte-Ciel de Villeurbanne, janvier 1932.
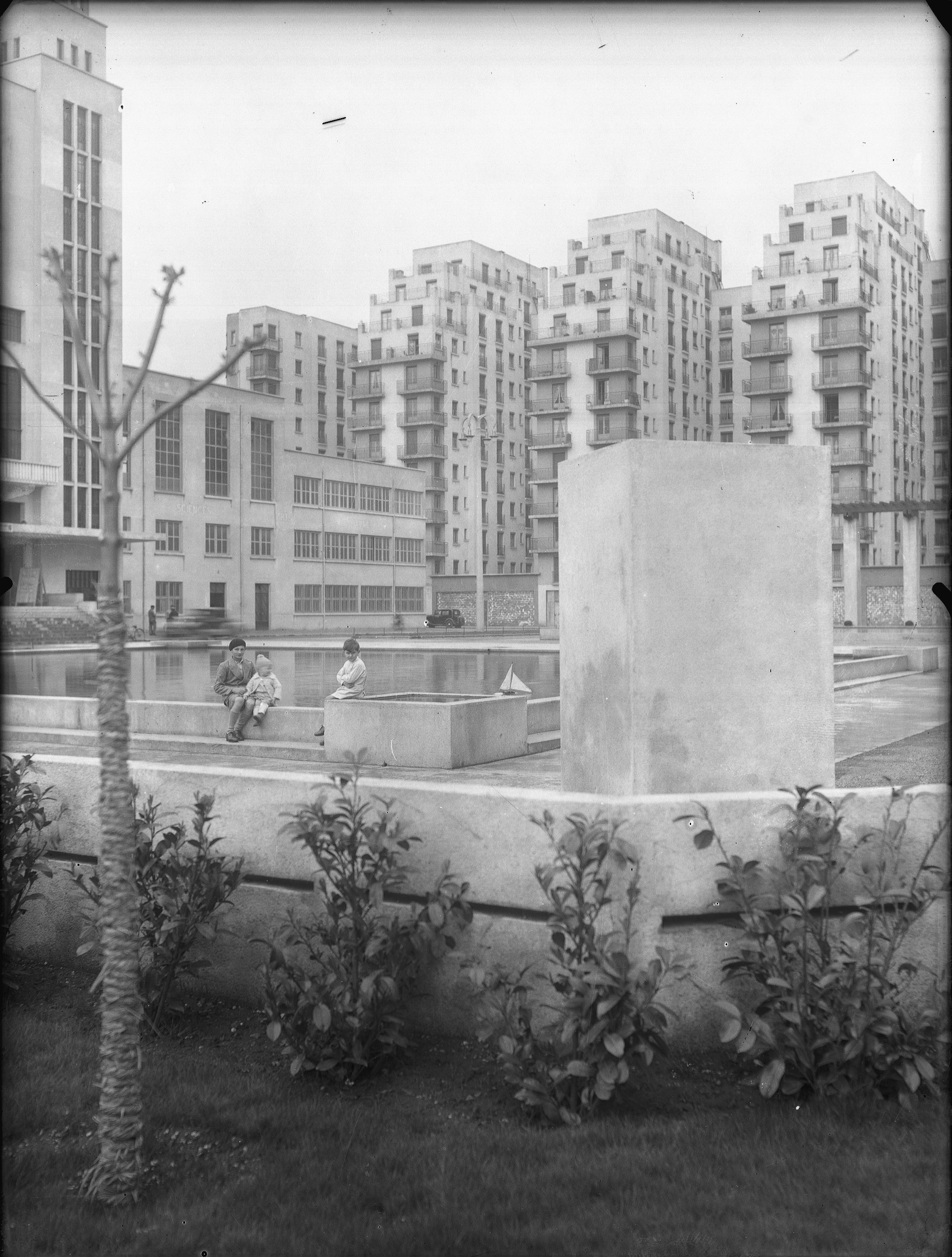
Immeubles du quartier des Gratte-Ciel sur l'actuelle Place Lazare Goujon, face à l'Hôtel de Ville, vers 1930.
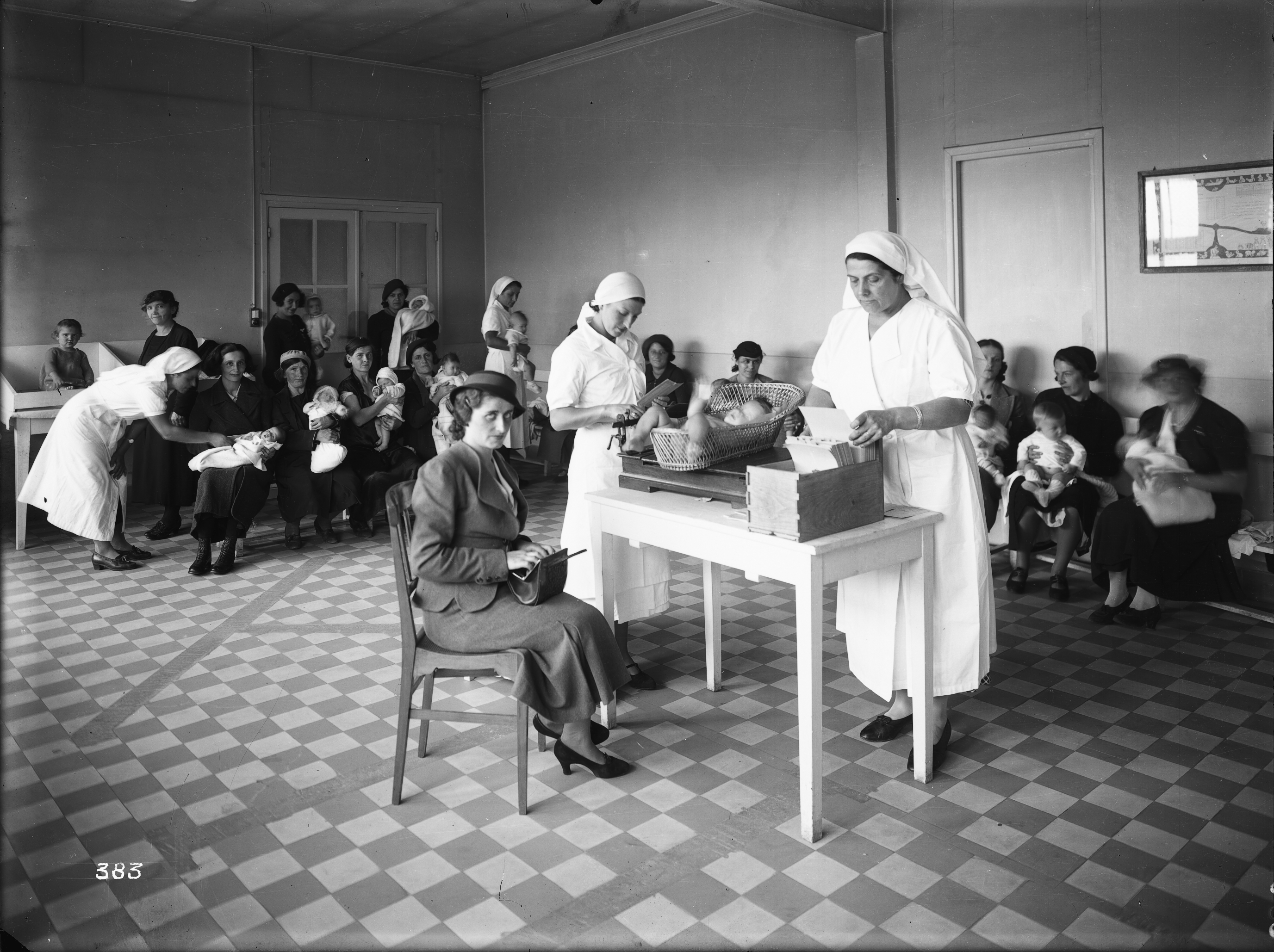
Palais du Travail et son aile dédiée au dispensaire au moment de sa mise en service, 1934.
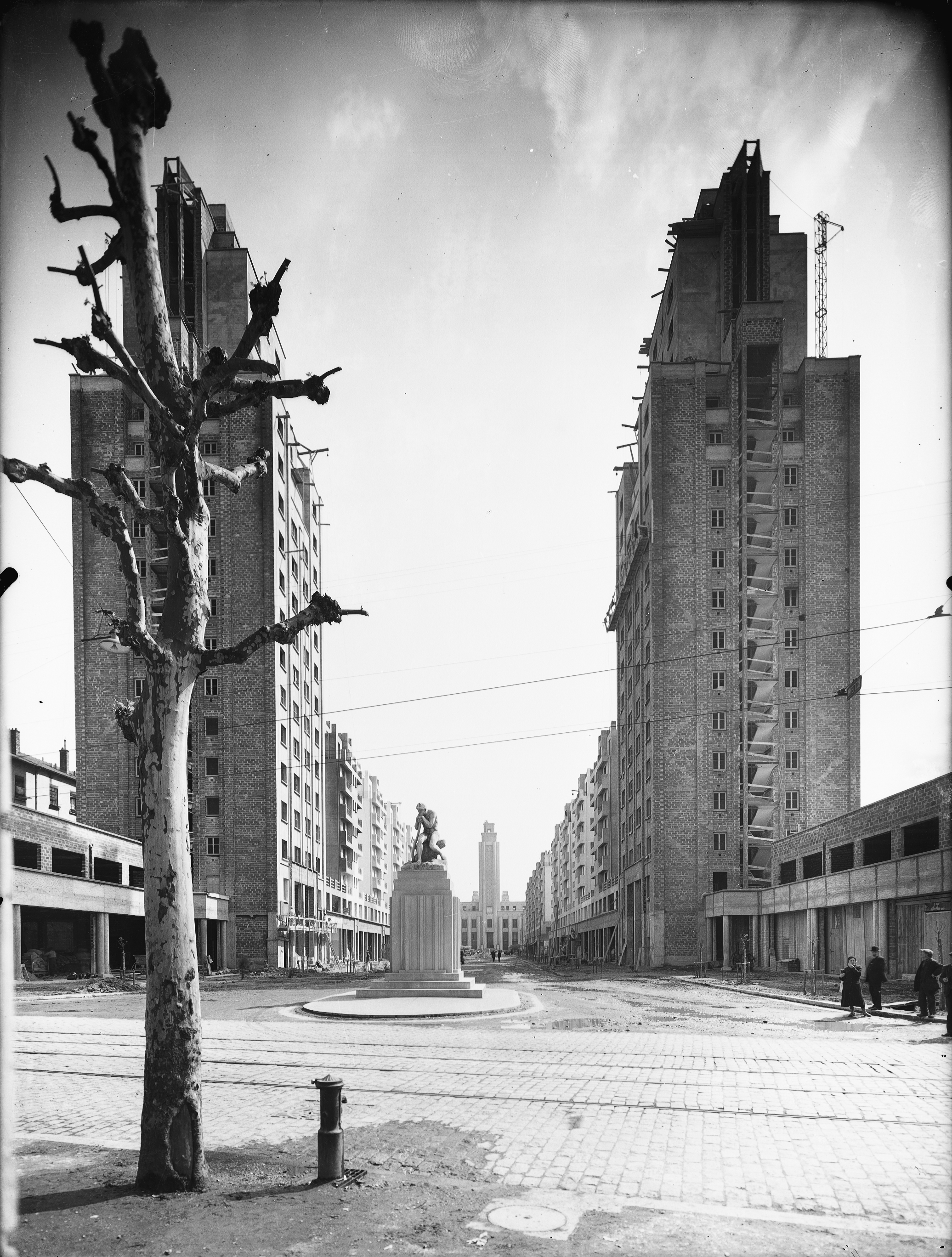
Vue de l'avenue Henri Barbusse, Villeurbanne, 1932.

C’est sûrement dans ce contexte que s’inscrit un ensemble d’une vingtaine de photographies représentant spécifiquement les piscines de Villeurbanne : la piscine d’été de Cusset ouverte en 1933 et la piscine des gratte-ciels située au sous-sol du palais du travail et ouverte en 1934,. Ces photographies prises entre 1931 et 1935 témoignent de la place que prennent ces nouveaux équipements publics dans la vie des villeurbannais comme lieu d’éducation sportive mais également de loisirs et de sociabilité.

Piscines de Villeurbanne
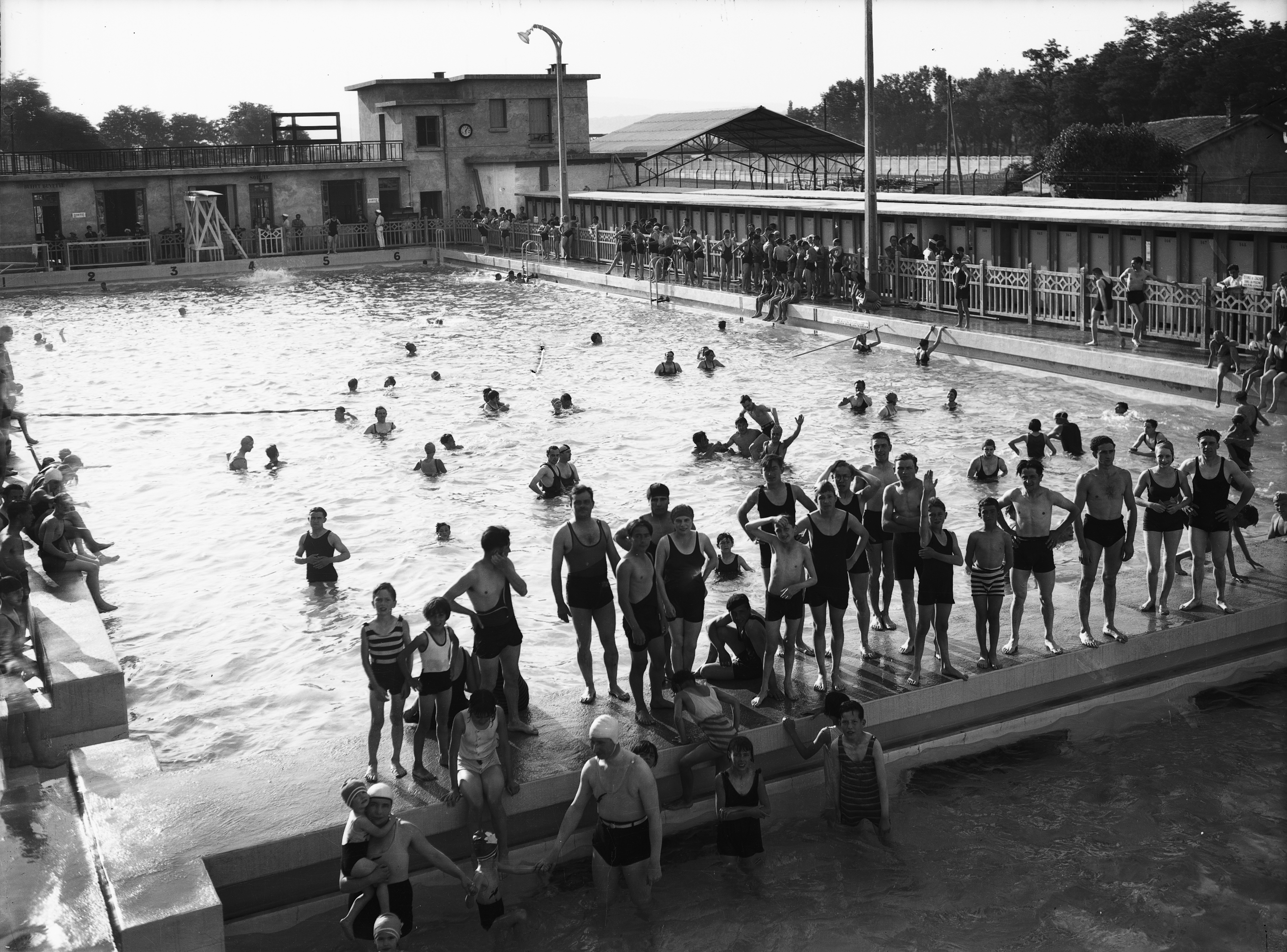
La piscine d'été de Cusset : un lieu de sociabilité.
- Intérieur de la piscine d'hiver de Villeurbanne, entre 1930 et 1935.
- Baigneurs, piscine d'hiver de Villeurbanne, entre 1930 et 1935.

##### Publication et diffusion
Contrairement à la plupart des photographies de chantiers destinées aux archives techniques, celles réalisées par l'Atelier « Jules Sylvestre » sont activement utilisées pour promouvoir le projet des Gratte-Ciel. En effet, la municipalité de Villeurbanne les met à profit dans une stratégie de communication pour valoriser son nouveau centre urbain. Tout d'abord, les clichés sont utilisés dans des publications officielles de la municipalité, notamment Villeurbanne 1924-1934 : Dix ans d'administration, publié en 1934, mais aussi dans le Programme des fêtes inaugurales, publié à l'occasion de l'inauguration du nouveau centre urbain. Ces deux ouvrages présentent des photographies du studio Jules Sylvestre, illustrant les réussites de l'administration socialiste de Lazare Goujon,. Par ailleurs, dès 1934, certaines images de Sylvestre sont utilisées sur des cartes postales commandées par la municipalité. Cette dernière favorise également l’insertion des clichés dans des journaux et revues, permettant de faire rayonner son projet au-delà des frontières locales mais aussi de maitriser son image à travers la communication,.
Cet usage transforme les clichés en véritables outils de promotion touristique et symbolique, contribuant à inscrire les Gratte-Ciel dans l’identité visuelle de Villeurbanne. Les photographies de Jules Sylvestre ont ainsi été un outil essentiel pour la municipalité de Villeurbanne, permettant de documenter, promouvoir et célébrer le Nouveau Centre urbain à travers divers supports et événements,.

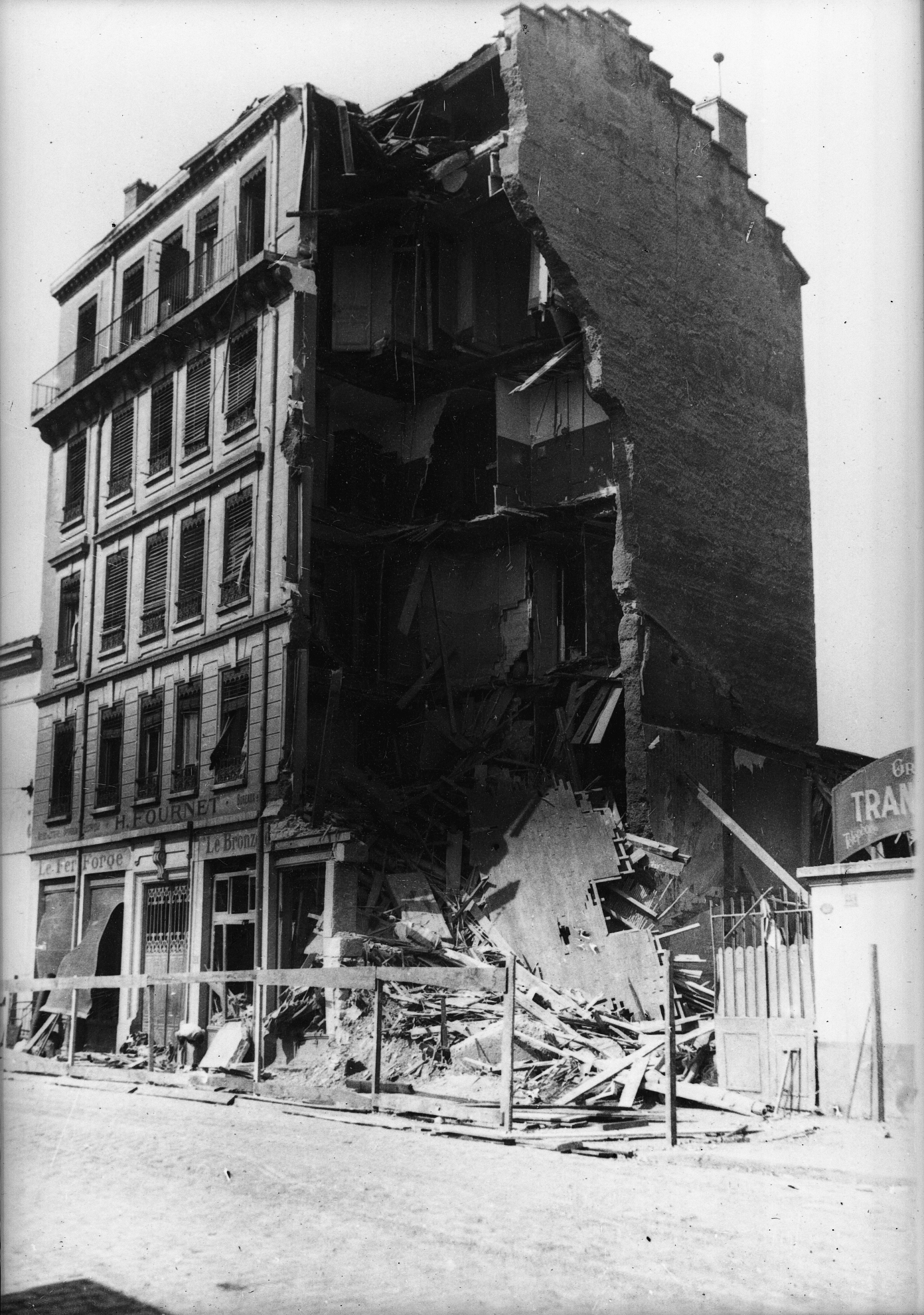
Reportage photographique des dommages liés aux bombardements de mai 1944 dans la ville de Lyon.

### Jeanne Fontanel, 1942
L'affaire est revendue en 1942 par les deux sœurs Savoye à la secrétaire d'alors, Jeanne Fontanel (1900-1991), et son collaborateur Pierre Principian, fabricant de parapluie. Jeanne est une lyonnaise née dans le 3e arrondissement de Lyon et décédée à Francheville. Ensemble ils poursuivent l'exploitation jusqu'en 1960 sous le nom de « S.A.R.L. Sylvestre et Cie » avec un capital d'environ 150 000 francs. Au sein du personnel, l'entreprise ne compte plus qu'un tireur et un opérateur.
L'atelier photographique répond toujours à des commandes publiques notamment en lien avec la Seconde Guerre mondiale dont la visite du maréchal Pétain, les dégâts du bombardement de mai 1944, ainsi que des reportages architecturaux de reconstruction pendant l'après-guerre.

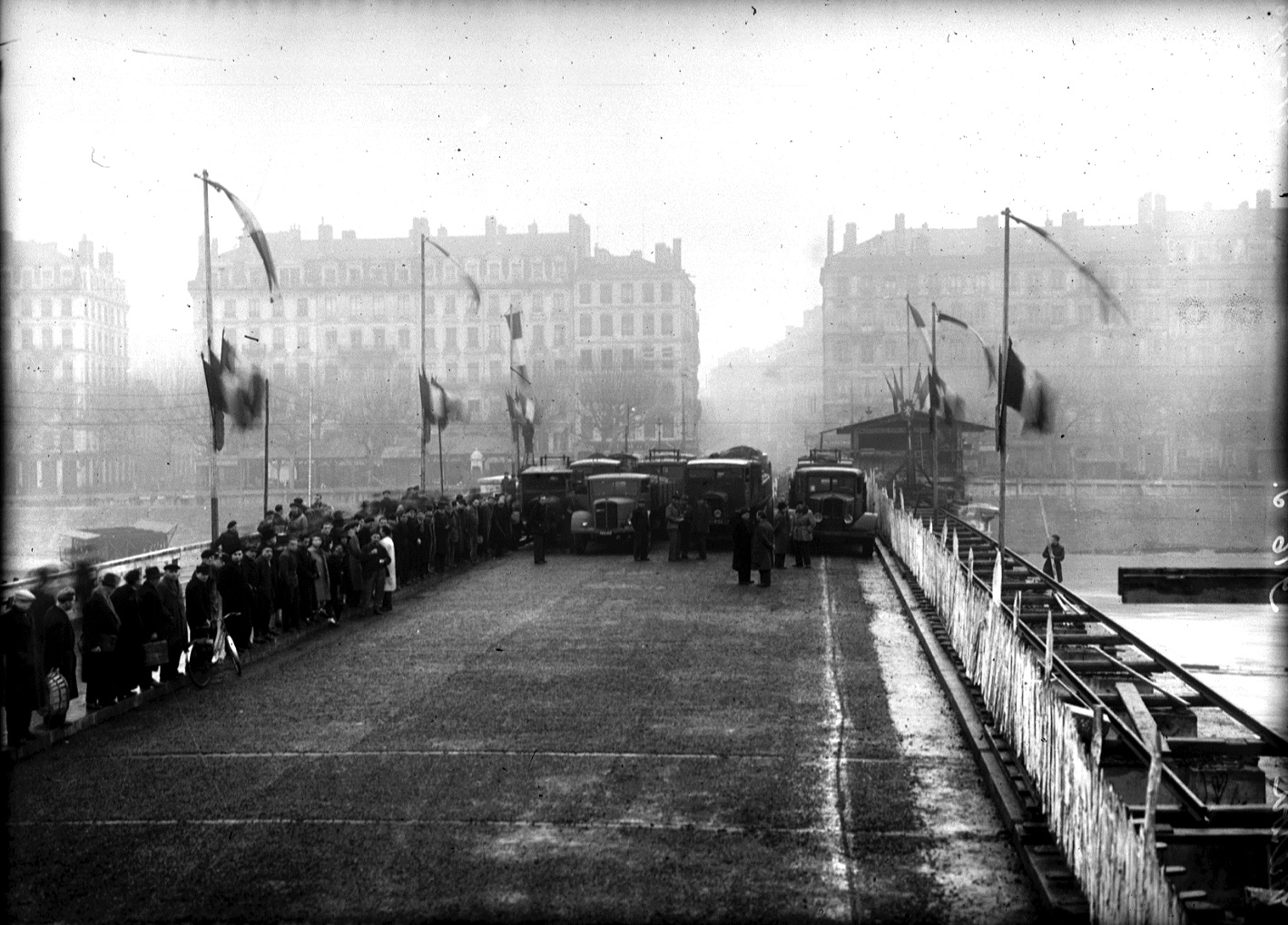
Reportage de la reconstruction pendant l'après-guerre : réouverture du Pont Wilson bombardé en 1944.

Une partie des archives de la collection Sylvestre est perdue lors des dommages sur les archives industrielles de Lyon situé au quai du Rhône. Après 1945, l'activité de production utilise toujours les grands formats mais se limite à des petits commandes de prise de vue d'usines.

### Fin de l'atelier «Jules Sylvestre», 1960
Sous décision municipale, l'immeuble du 2 rue de Bonnel est exproprié en 1960 pour donner place à l'implantation d'un jardin en face de la Préfecture. La démolition conduit à la cessation par Jeanne Fontanel et Pierre Principian de l'activité, signant la fin de l'atelier « Jules Sylvestre ». Les deux gérants tentent de vendre les archives et le fonds photographiques de Jules Sylvestre à la ville de Lyon, qui à l'époque n'a pu débloquer les fonds nécessaires.

### Rachat des collections par Guy Borgé
Guy Borgé (1925-2013), un photographe et collectionneur lyonnais, rachète en 1960 la collection (« six tonnes de plaques ») et les archives de l'atelier auprès de Jeanne Fontanel. Il en profite pour photographier l'atelier historique de Jules Sylvestre avant sa destruction effective en 1961. Il publie plusieurs ouvrages sur l'histoire de Jules Sylvestre, de son atelier, ses méthodes et ses collaborateurs. Il a activement contribué à la reconnaissance de la mémoire du patrimoine lyonnais.

## Le fonds «Jules Sylvestre» dans les collections publiques

### Acquisition par la Bibliothèque municipale de Lyon
Sous l'impulsion de l'ancienne conservatrice de la Documentation Régionale, Yvette Weber, la Bibliothèque municipale de Lyon acquiert entre 1976 et 1984 auprès de Guy Borgé un grand nombre de vues photographiques produites par l'atelier, constituant l'actuel « fonds Jules Sylvestre ».
Aujourd'hui, cet important fonds d'environ 4700 photographies positives et négatives – dont 3900 négatifs sur plaque de verre – produites par Jules Sylvestre et son atelier est conservé à la Bibliothèque municipale de Lyon. La numérisation du fonds a débuté dans les années 1980 dans une perspective de valorisation des collections et s'est poursuivie lors d'importantes campagnes en interne dans les années 1990 ; c'est finalement en 2010 que la Bibliothèque fait appel à un prestataire extérieur dans le cadre du projet « Photographes en Rhône-Alpes », afin de numériser à nouveau ces phototypes en meilleure résolution. Cette numérisation a permis une meilleure diffusion du fonds et a facilité les recherches documentaires tout en protégeant les originaux des manipulations répétées. Ces clichés sont aujourd'hui consultables en ligne sur la bibliothèque numérique Numelyo dans la catégorie « Photographes en Rhône-Alpes » susnommée. Dans ce cadre, le fonds Jules Sylvestre a fait l'objet de plusieurs présentations par Philippe Rassaert à la bibliothèque municipale de Lyon lors des Heures de la découverte en 2020 et 2021,.

### Fonds mineurs: Archives municipales de Lyon, musée Gadagne et Le Rize
Dans une moindre mesure, d'autres institutions publiques conservent des fonds afférents à Jules Sylvestre. Parmi celles-ci nous pouvons compter les Archives municipales de Lyon et le musée d'Histoire de Lyon qui tous deux possèdent des négatifs sur plaques de verre, dont des collections anciennes rachetées par Jules Sylvestre.
Le fonds du musée Gadagne - Histoire de Lyon  s'est constitué dans un premier temps avec le legs de quelques daguerréotypes par Catherine Sylvestre en 1936 à la mort de son mari. Puis en 1998, il s'est enrichi d'un appareil photographique ayant appartenu à Jules Sylvestre (modèle Ernemann), acheté lors d'une vente aux enchères à l'Hôtel des ventes Lyon 9.
Par ailleurs, Le Rize (Centre Culturel de Villeurbanne) possède un fonds de tirages réalisés par l'atelier « Jules Sylvestre », qui est mis en valeur lors d'expositions et d'initiatives de valorisation du patrimoine local, qui utilisent ces clichés à la fois dans des expositions, des ateliers avec des scolaires ou des visites patrimoniales autonomes dans la ville de Villeurbanne.